# 旧市街

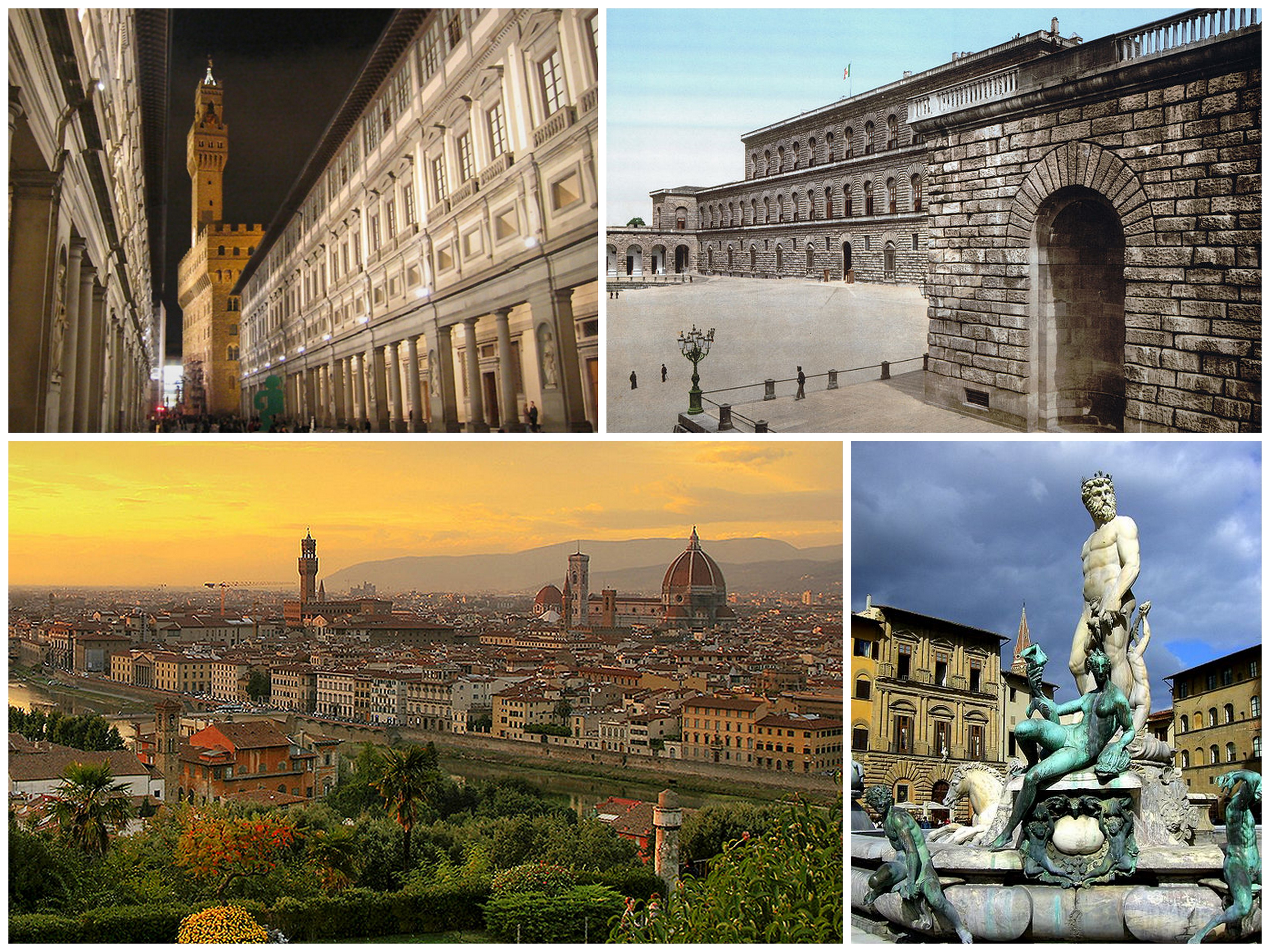
フィレンツェ旧市街

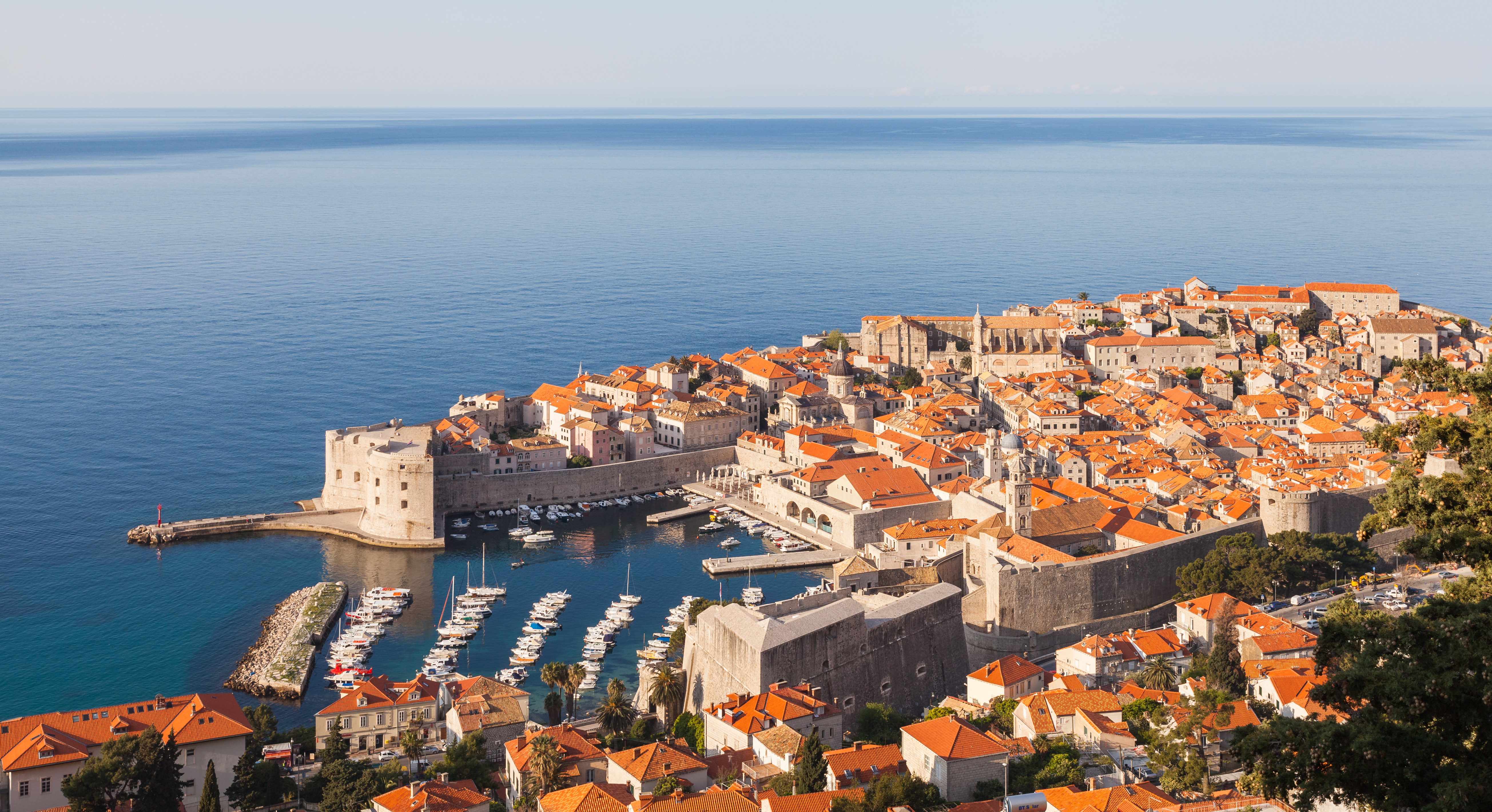
ドゥブロヴニク旧市街

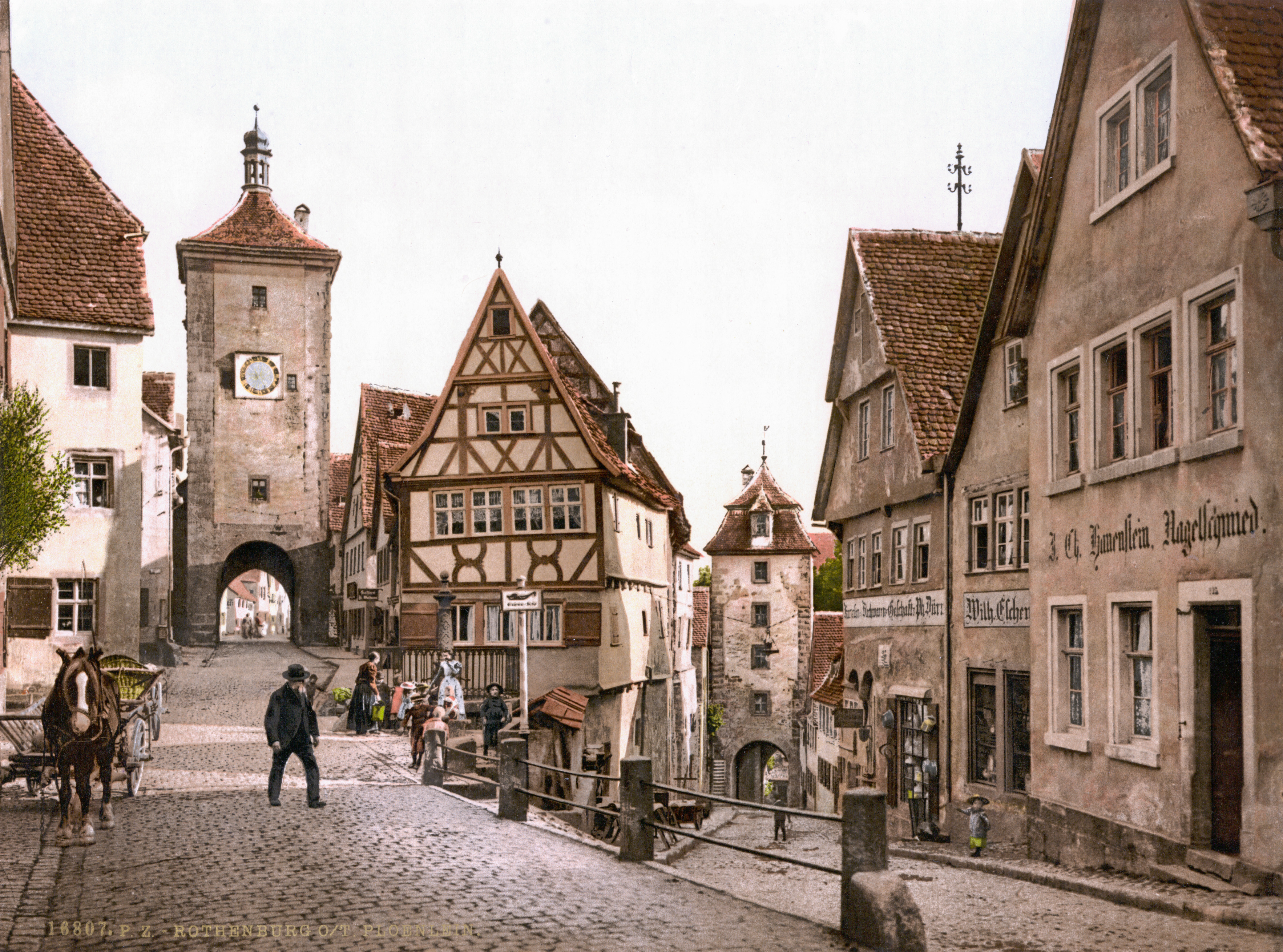
100年前のローテンブルク旧市街

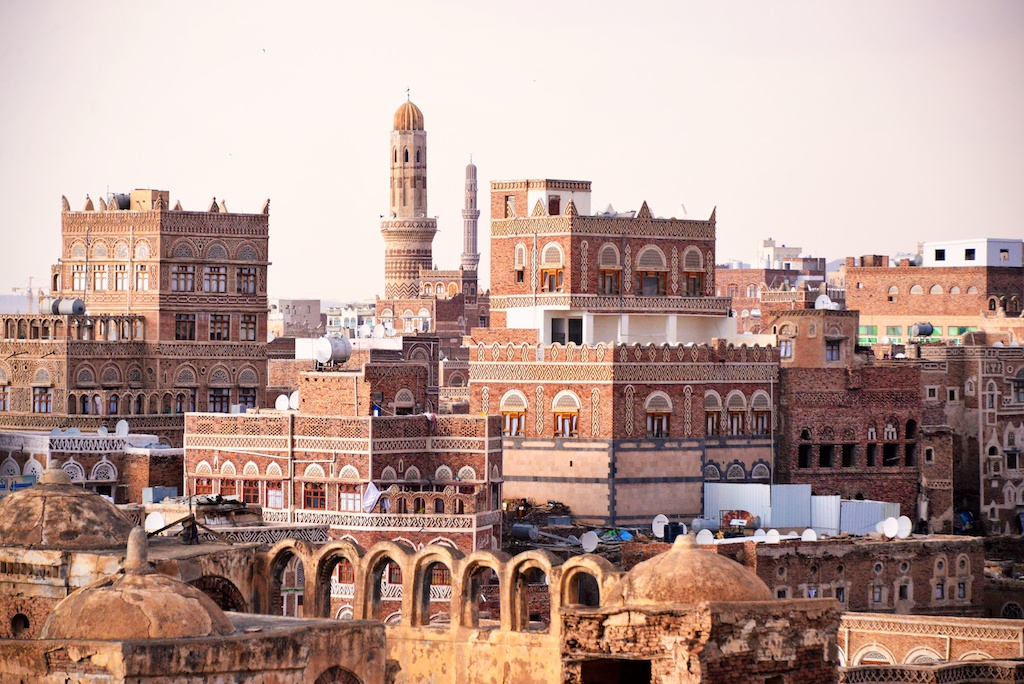
サナア旧市街

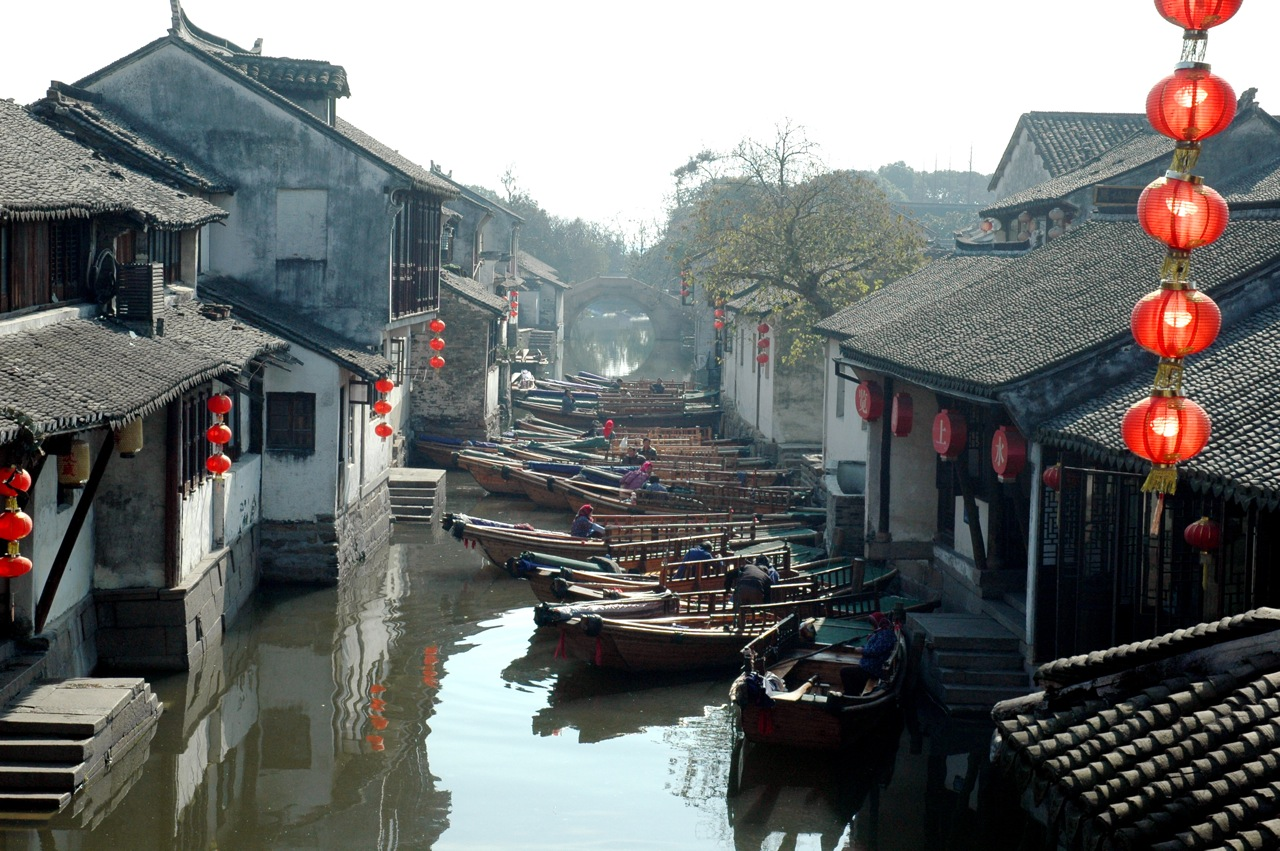
周荘鎮旧市街

旧市街（きゅうしがい、英語:old town）は、古くより存在する街のことを指す。多くの旧市街には歴史的建造物が多く佇んでおり、そういった旧市街は、洋の東西を問わず存在する。本記事では、主な旧市街を記載する。

## アフリカ

マラケシュ旧市街

### アルジェリア
- アルジェ旧市街

### エジプト
- カイロ旧市街
- ロゼッタ旧市街
- 聖カタリナ修道院

### ケニア
- モンバサ旧市街（英語版）

### モロッコ
しばしばメディナ（メディーナとも）と呼ばれる。
- メクネス旧市街
- エッサウィラ旧市街
- フェス旧市街
- マラケシュ旧市街
- テトゥアン旧市街
- アル・ジャディーダ旧市街

### タンザニア/ザンビア
ザンジバル島のストーン・タウン

### チュニジア
- ケルアン旧市街
- スース旧市街
- チュニス旧市街

## アジア

平等院鳳凰堂

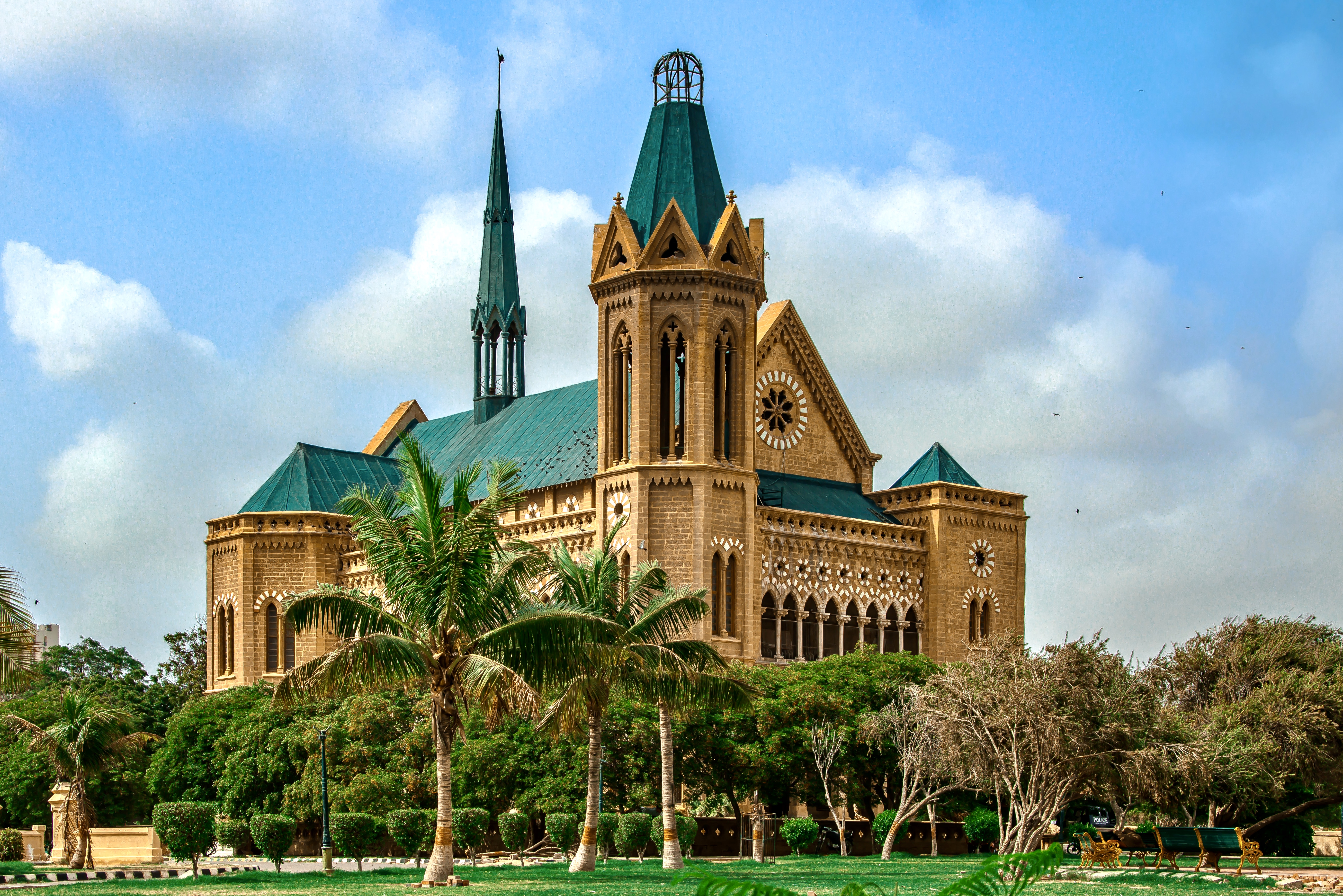
カラチ旧市街

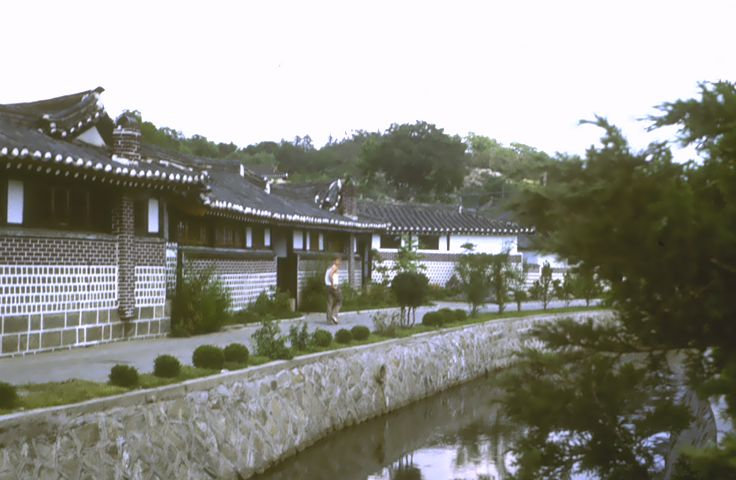
開城旧市街

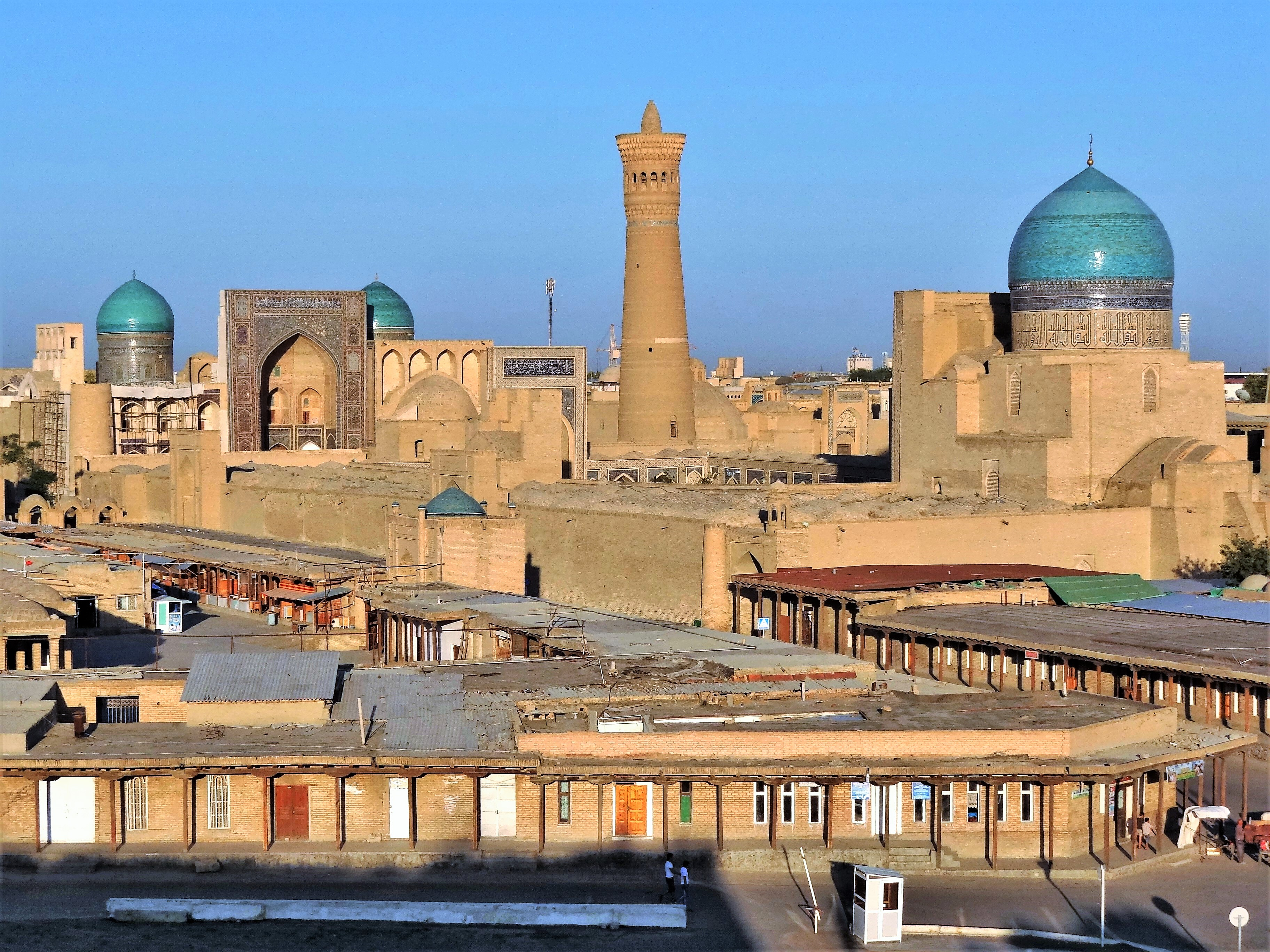
古都ブハラ

### 日本
- 京都旧市街
- 奈良旧市街
- 日光東照宮
- 白川郷
- 古都鎌倉
- 一乗谷
- 尾道

### 中国
- 紫禁城
- 承徳市
- 登封旧市街
- 開平旧市街
- 麗江古城
- ラサ旧市街とポタラ宮
- マカオ歴史地区
- 南京旧市街
- 平遥古城
- 曲阜市旧市街
- 蘇州市旧市街
- 西逓村と宏村
- 殷墟
- 周荘鎮旧市街
- 高昌故城
- 交河故城

### バングラデシュ
- ダッカ旧市街

### インド
- アーグラ旧市街
- アルチ修道院（英語版）
- アムリトサル旧市街
- デリー旧市街
- 旧ゴア
- ハイデラバード旧市街
- マーンドゥー旧市街
- ムンバイ旧市街
- ウダイプール旧市街とウダイプール宮殿（英語版）

### マレーシア
- イポー旧市街
- プタリン・ジャヤ旧市街

### パキスタン
- カラチ旧市街

### フィリピン
- マニラ旧市街
- ヴィガン歴史都市
- マロロス旧市街
- サンフェルナンド旧市街
- ピラ旧市街
- タール旧市街
- バラヤン（英語版）旧市街
- バクラヨン（英語版）旧市街
- イロイロ旧市街
- ラオアグ旧市街
- ロボック（英語版）旧市街
- カーカー（英語版）旧市街
- シライ（英語版）旧市街
- ダピタン旧市街

### 北朝鮮
- 開城旧市街
- 平壌旧市街

### 韓国
- 仁寺洞
- 南浦洞
- 河回村
- 北村韓屋村
- 良洞村

### ウズベキスタン
- 古都タシュケント
- 古都サマルカンド
- 古都ブハラ
- 古都ヒヴァ

### ベトナム
- ハノイ旧市街
- ホイアン旧市街
- フエ旧市街

## ヨーロッパ

### ブルガリア

プロヴディフ旧市街

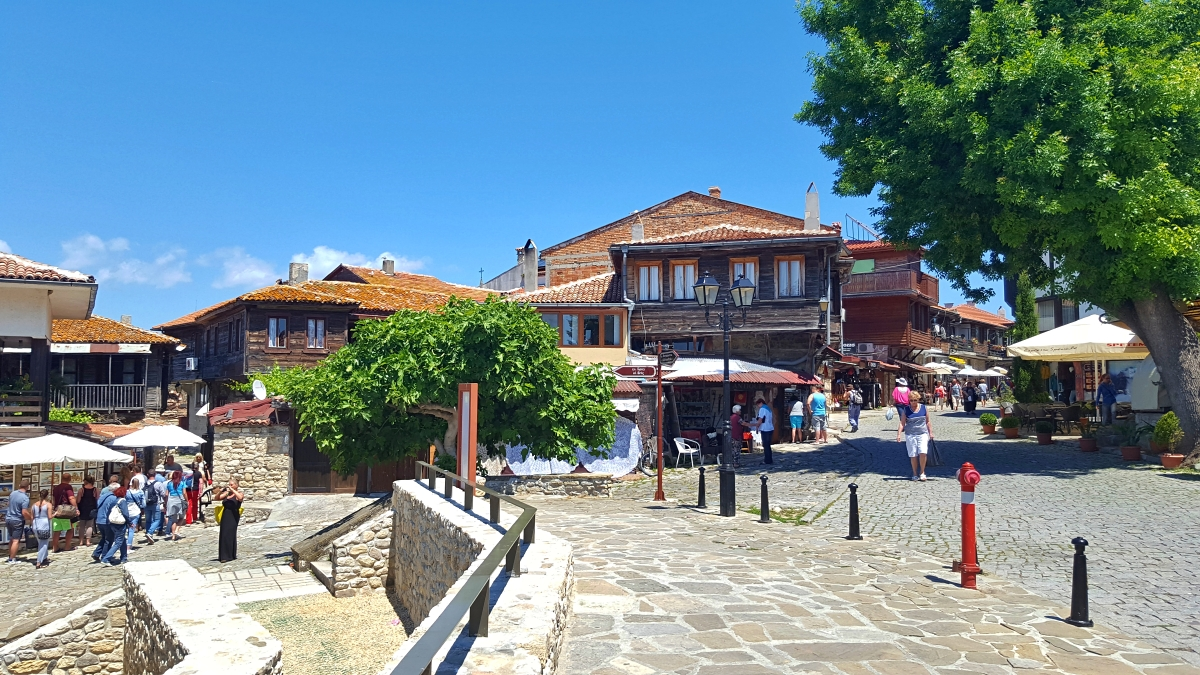
ネセバル旧市街

- プロヴディフ旧市街
- ロヴェチ旧市街
- ネセバル旧市街

### クロアチア

スプリト旧市街

- ドゥブロヴニク旧市街
- スプリト旧市街
- トロギル旧市街
- ヴァラジュディン旧市街
- ザグレブ旧市街（英語版）(グラーデッツ（英語版）)

### チェコ

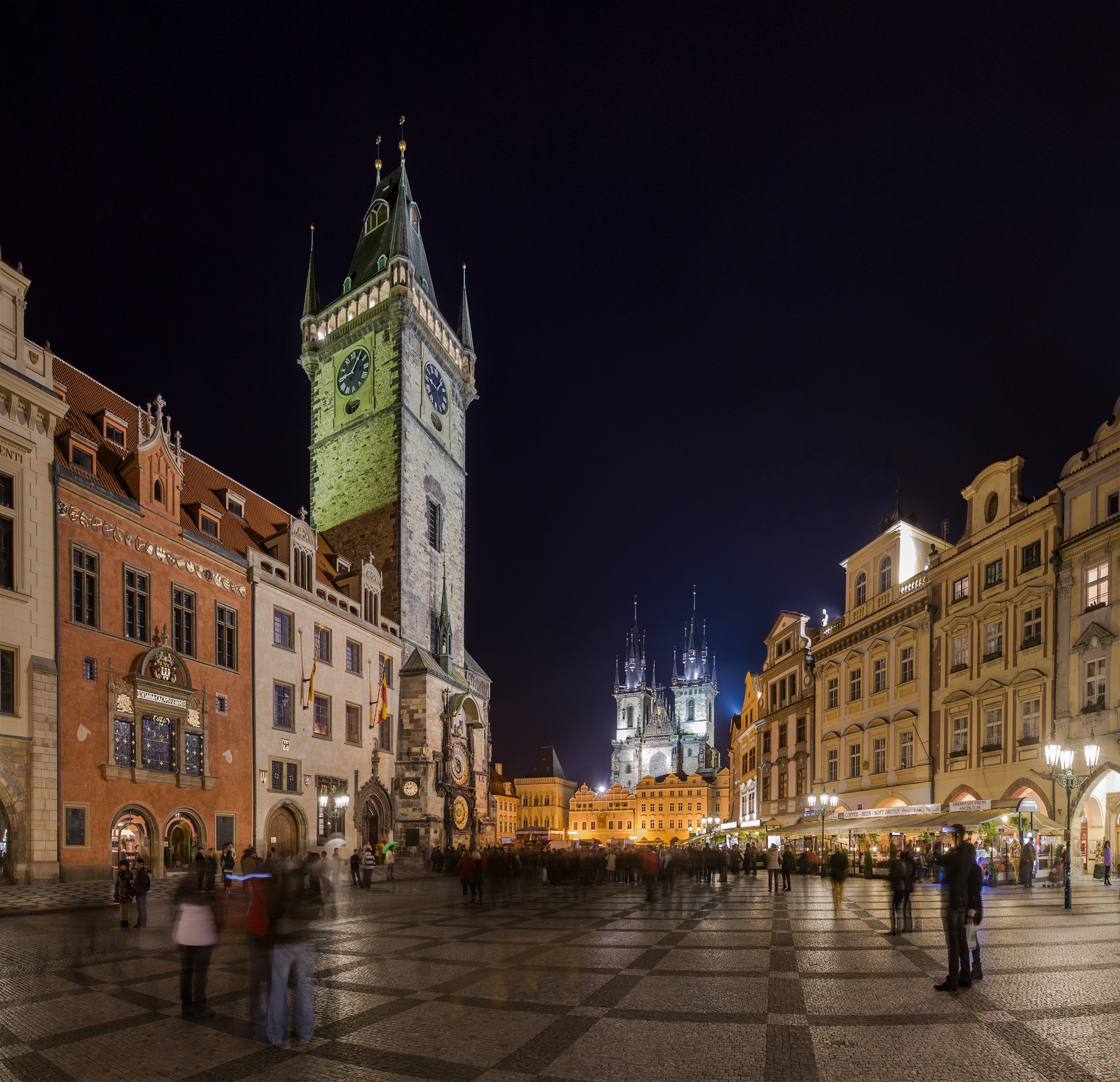
プラハ旧市街広場

- プラハ旧市街（英語版）

### キプロス
- ニコシア旧市街
- ファマグスタ旧市街
- リマソール旧市街

### デンマーク

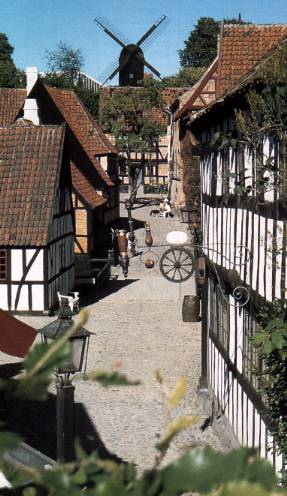
オーフス旧市街

- オーフス旧市街（英語版）

### エストニア

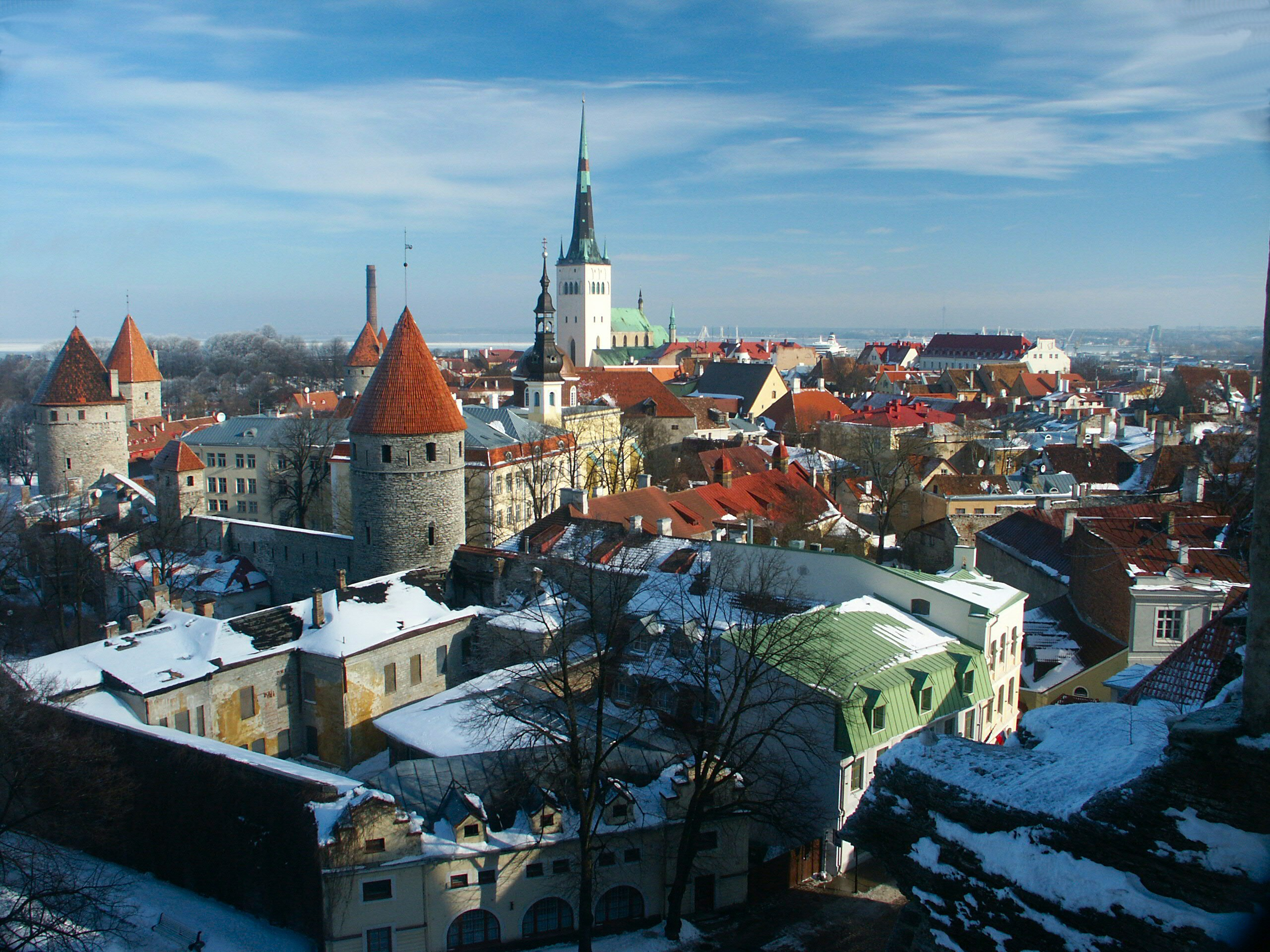
タリン旧市街

- ナルヴァ旧市街
- タリン旧市街（英語版）
- タルトゥ旧市街

### フィンランド
ヘルシンキ旧市街

### フランス

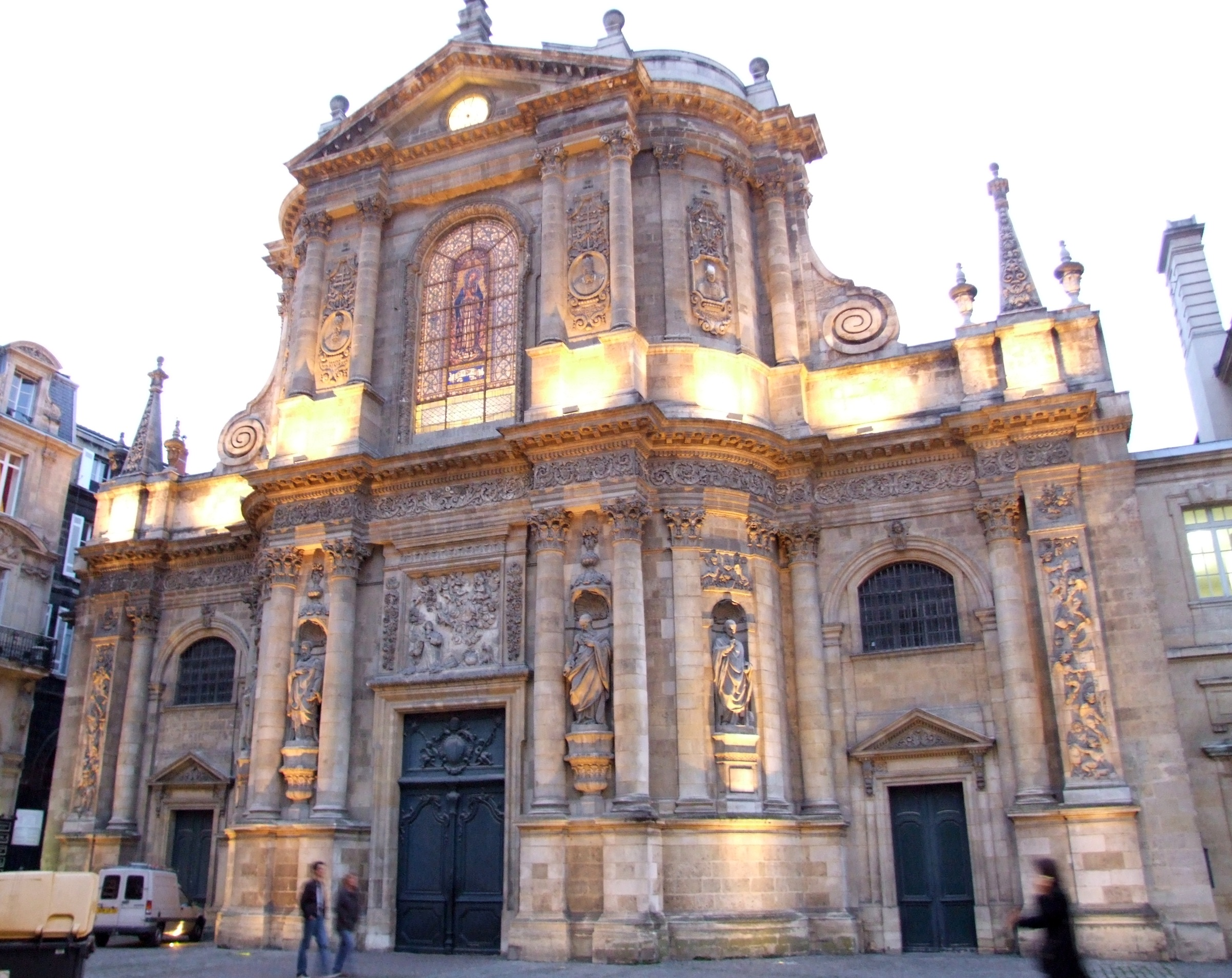
ノートルダム (ボルドー)

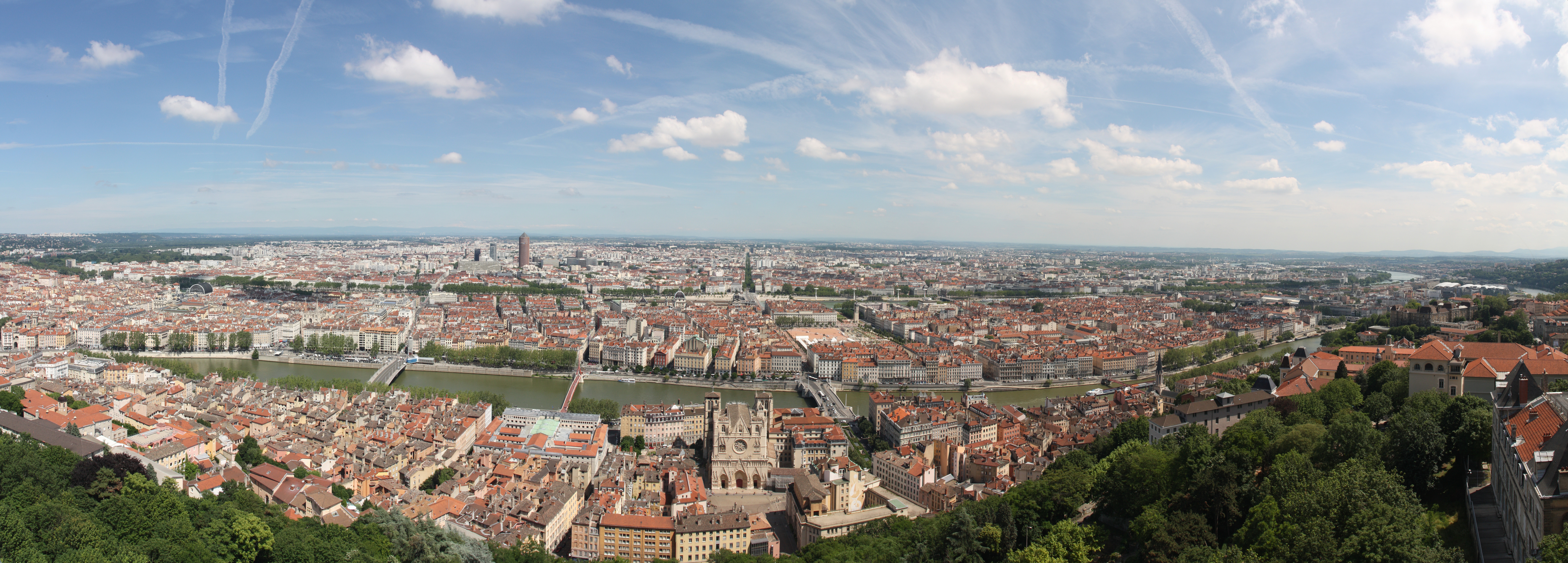
リヨン旧市街

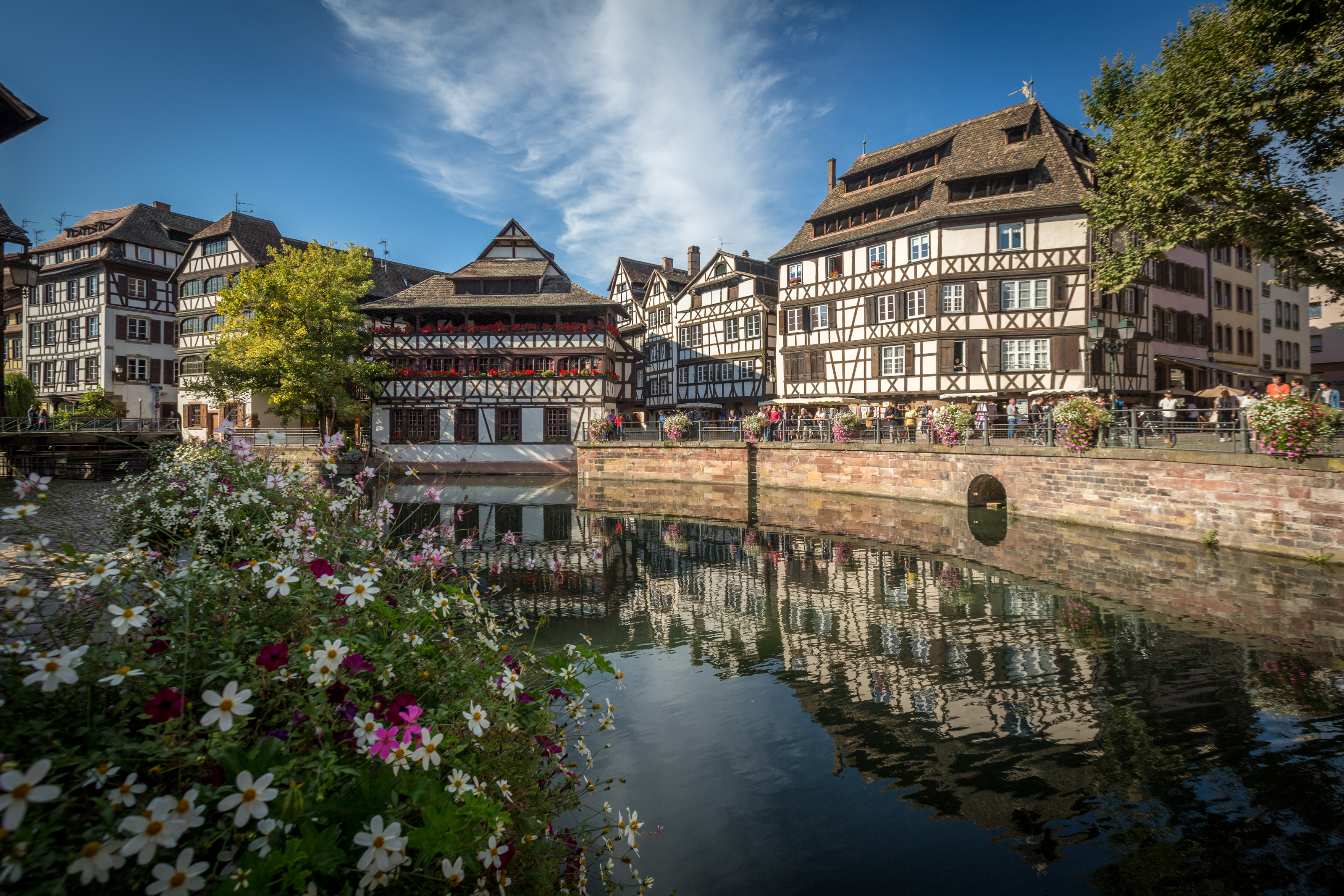
ストラスブール旧市街

オセール旧市街

- アルビ旧市街
- アヴィニョン旧市街
- ボルドー旧市街
- カルカソンヌ旧市街
- リヨン旧市街
- 中世市場都市プロヴァン
- ストラスブール旧市街
- オセール旧市街
- ブザンソン旧市街
- リール旧市街
- ニース旧市街
- モン・サン＝ミシェル

### ジョージア

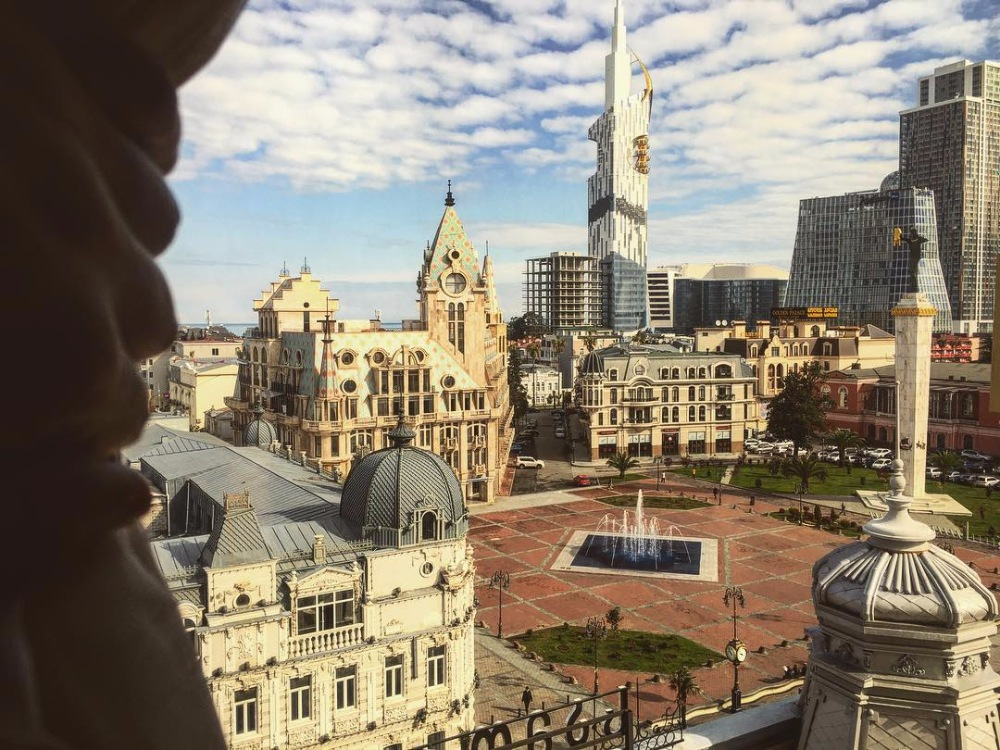
バトゥミ旧市街

- トビリシ旧市街（英語版）
- ムツヘタの歴史的建造物群
- クタイシ旧市街
- バトゥミ旧市街

### ドイツ
- バンベルク旧市街
- ゴスラー旧市街
- ハンザ同盟都市リューベック
- クヴェードリンブルク旧市街
- レーゲンスブルク旧市街

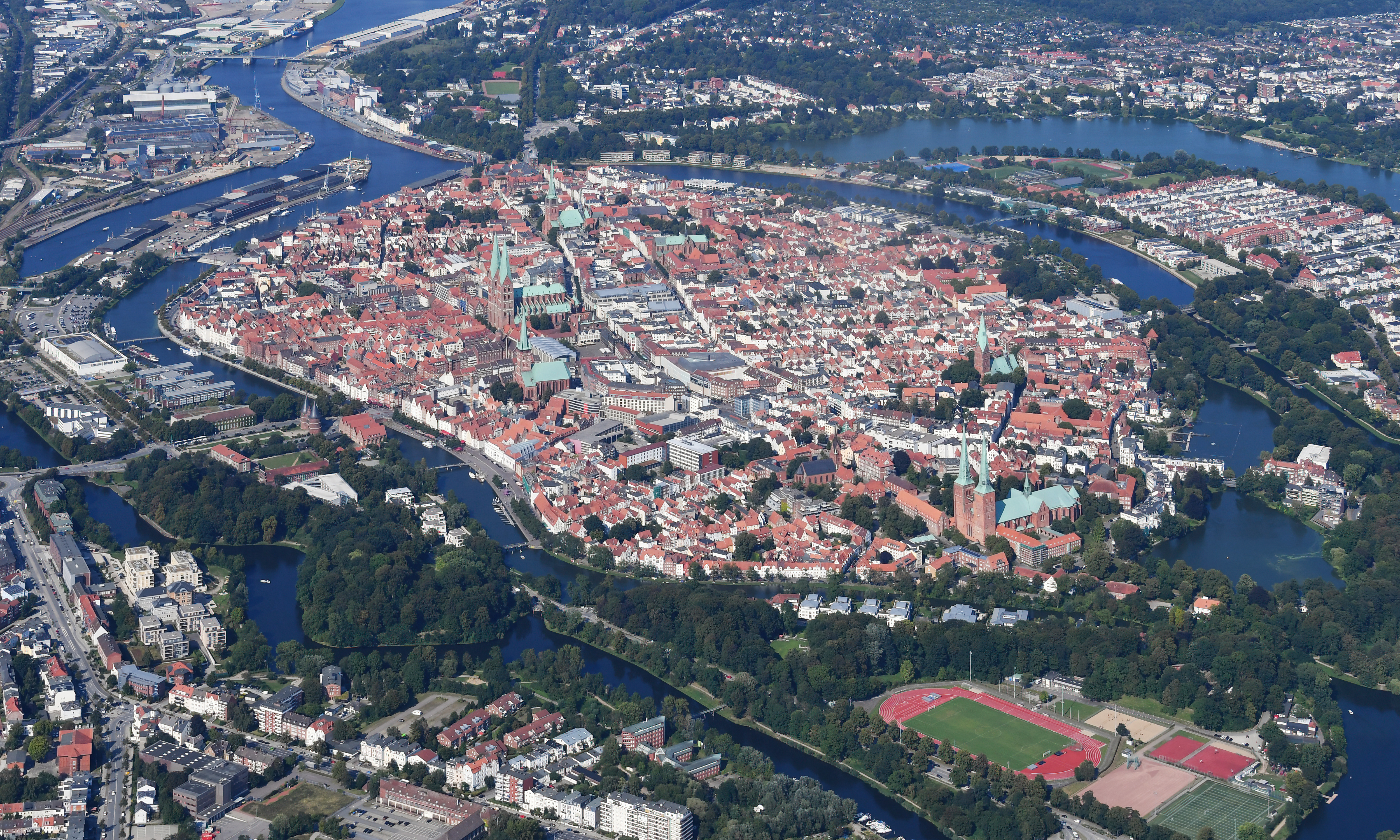
「ハンザの女王 (Queen of the Hanseatic League)」と称されるハンザ同盟都市リューベック

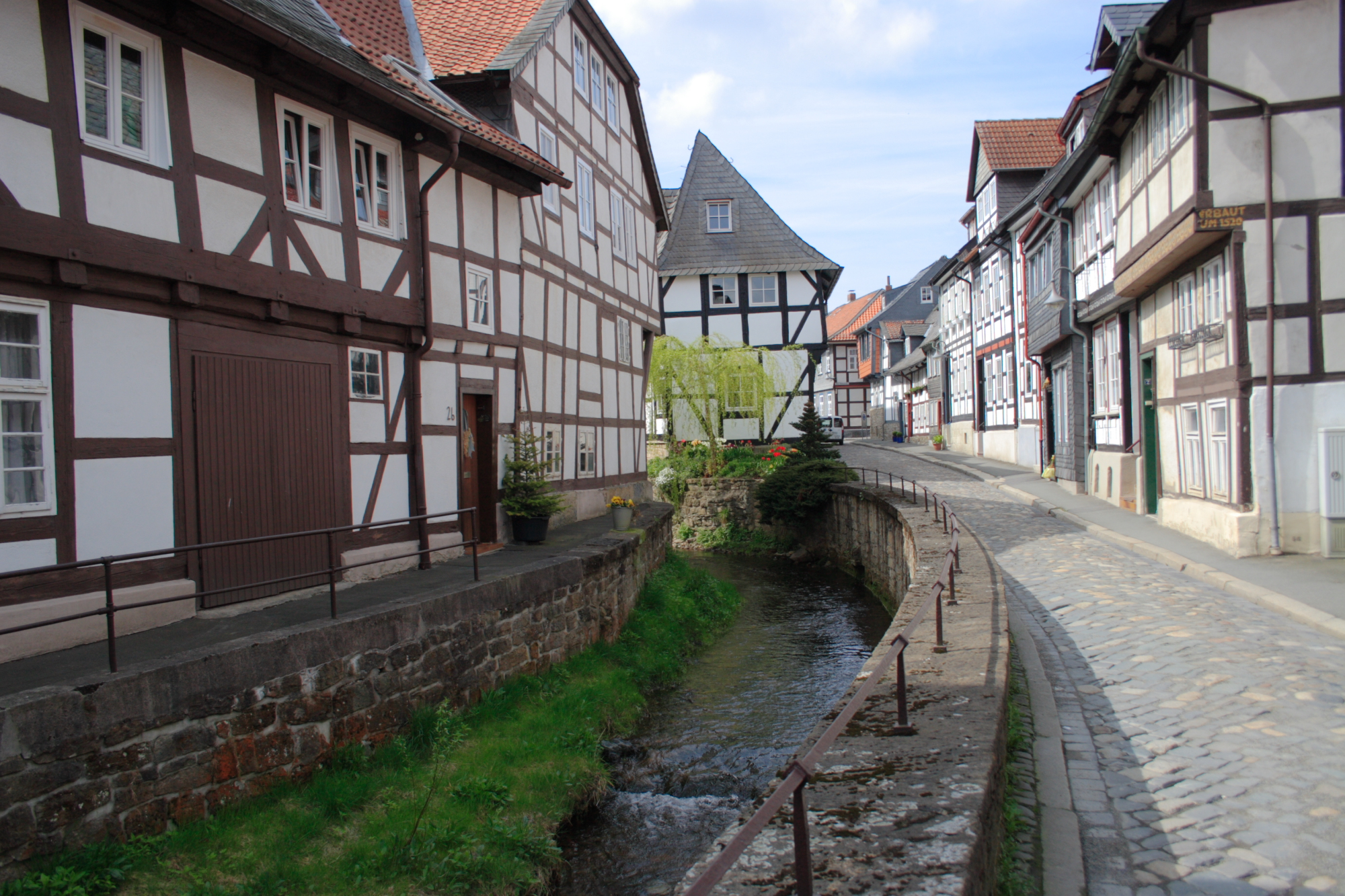
ゴスラー旧市街

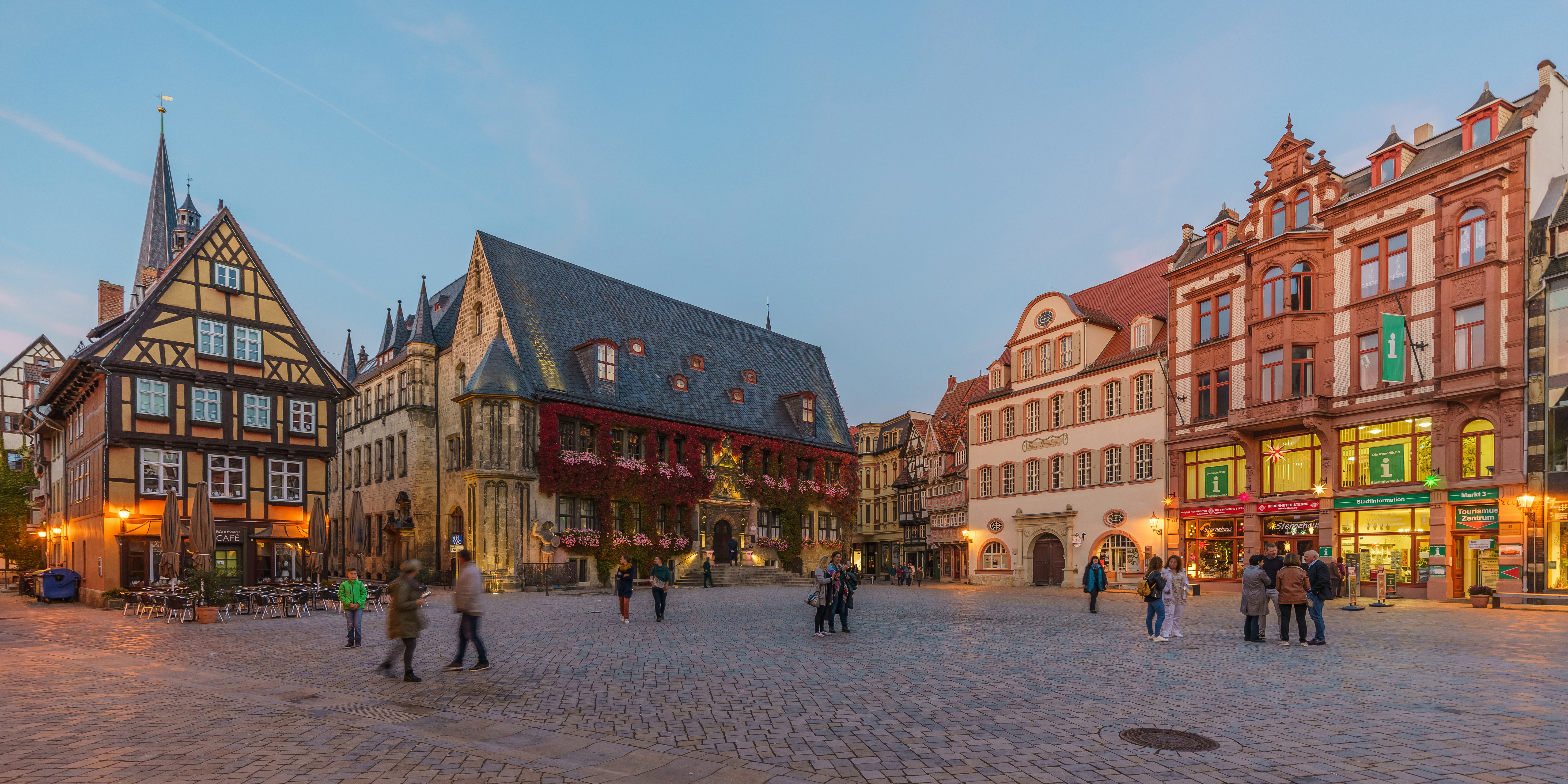
クヴェードリンブルク旧市街

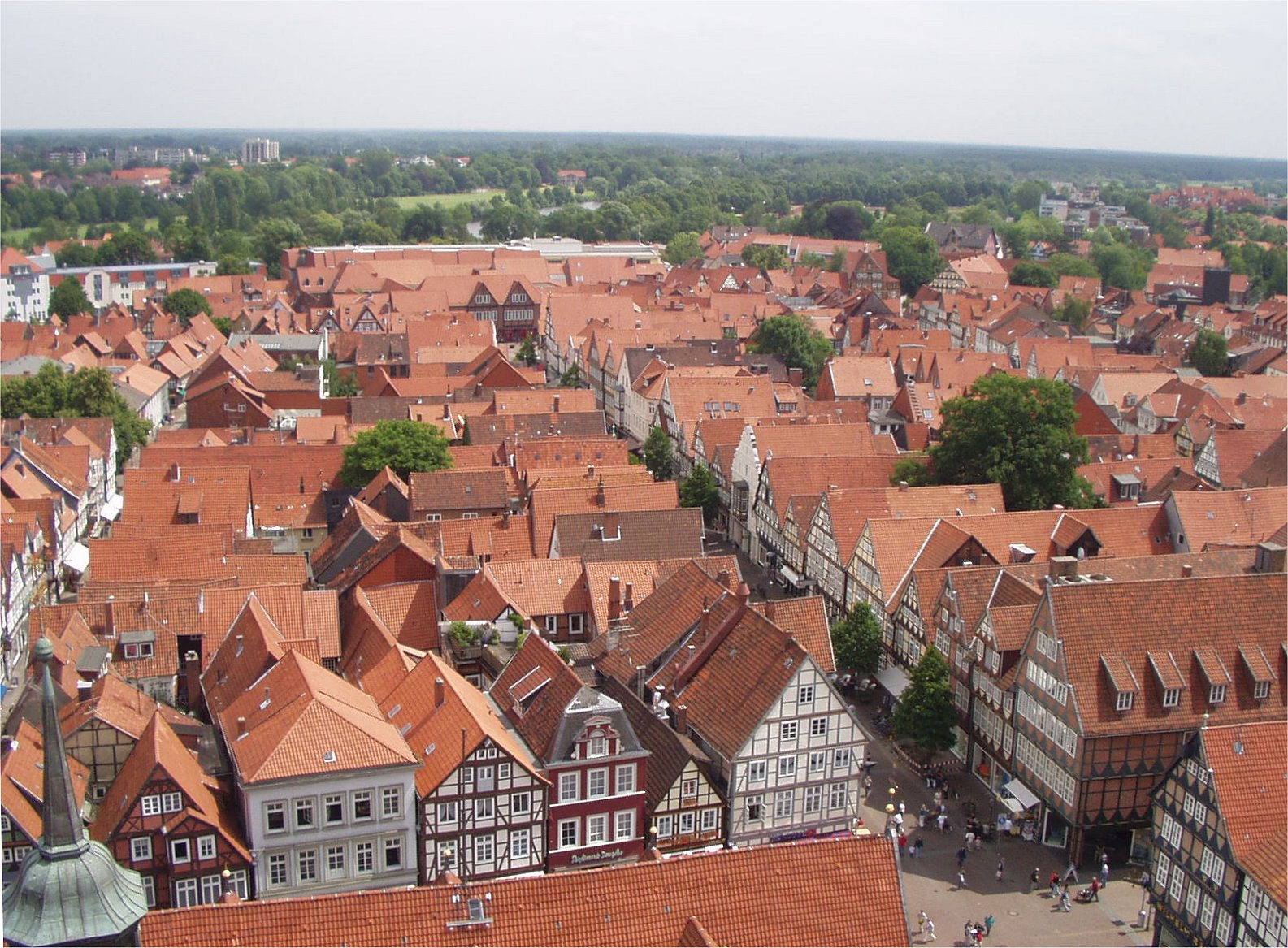
「北ドイツの真珠」と称されるツェレ

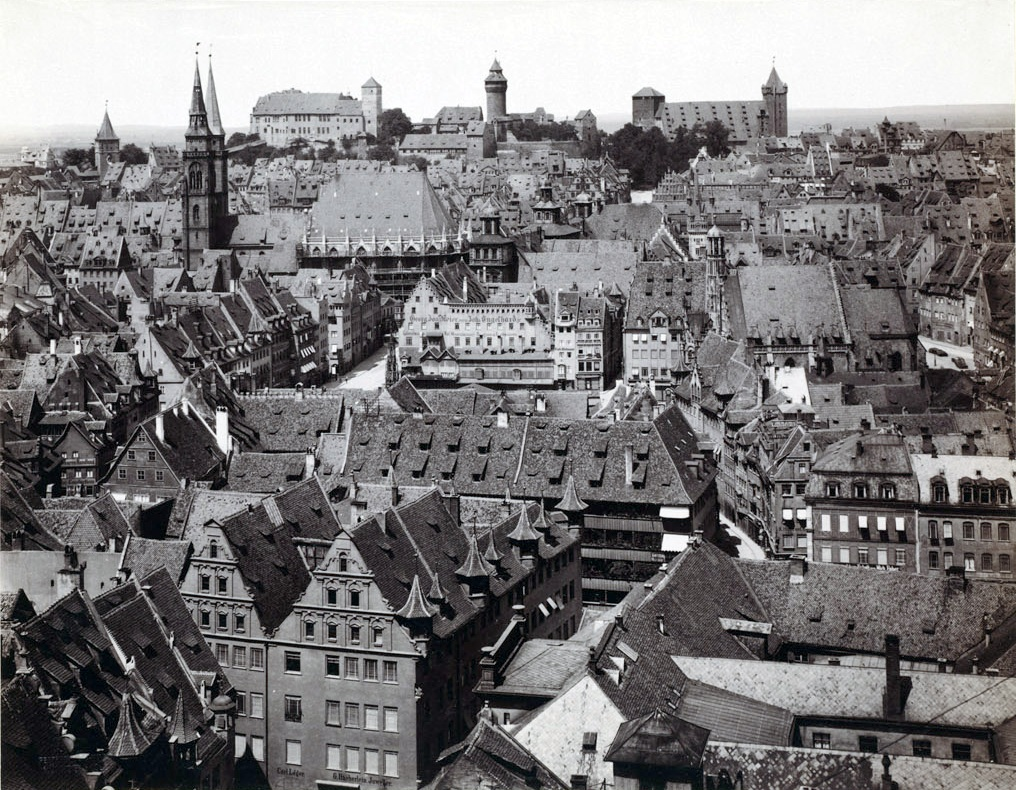
ニュルンベルク旧市街(1891-1895)

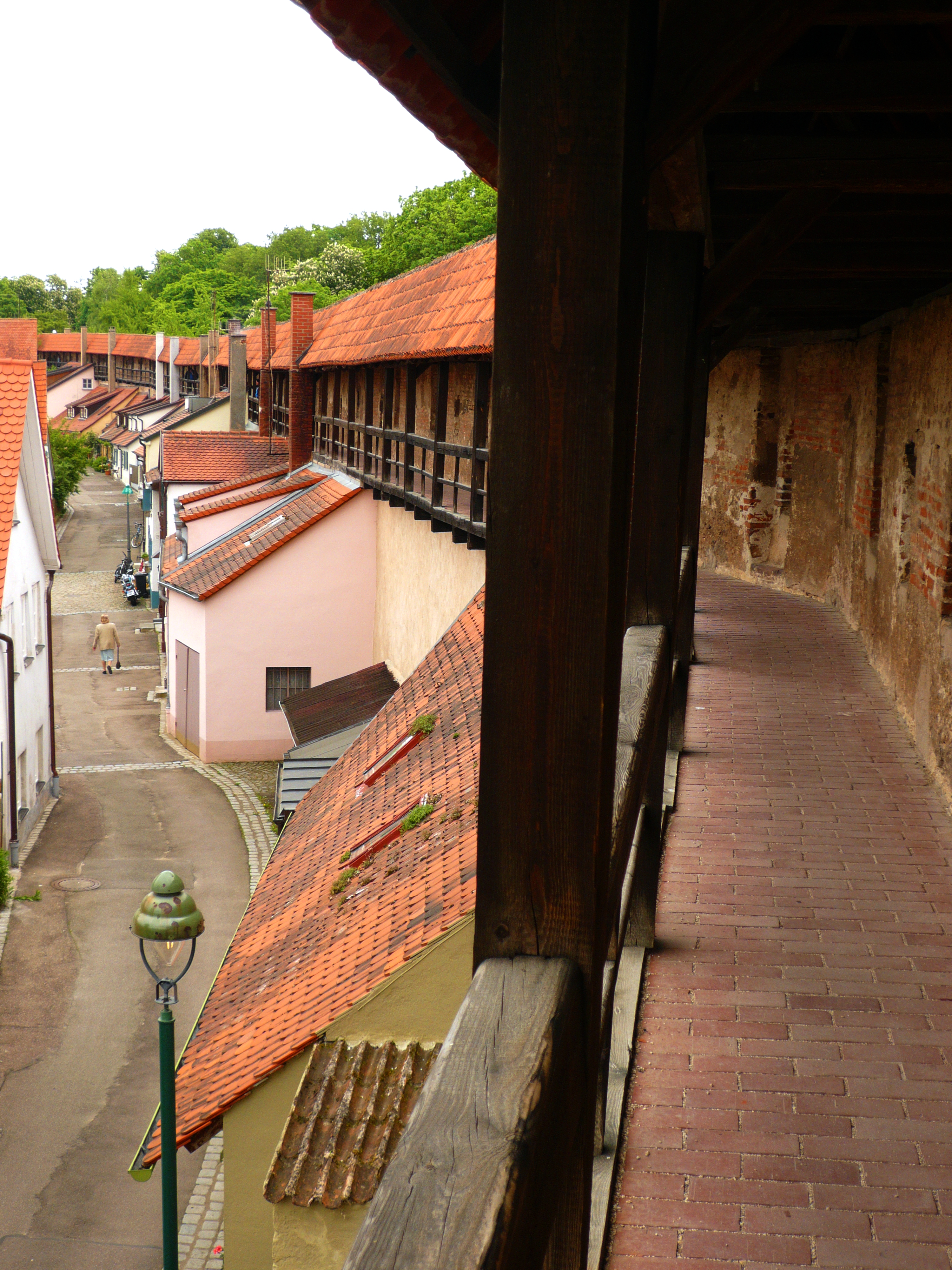
ネルトリンゲン旧市街

- シュトラールズント歴史地区とヴィスマール歴史地区
- ツェレ旧市街
- フレンスブルク旧市街
- ハーメルン旧市街(ミッテ/アルトシュタット)
- 自由ハンザ都市ハンブルク旧市街
- ハン・ミュンデン旧市街
- ローテンブルク旧市街
- ヴァイマル旧市街
- ニュルンベルク旧市街
- シュヴェービッシュ・ハル旧市街
- シュパイアー旧市街
- ネルトリンゲン旧市街

### ギリシア

ロドスの中世都市

- ロドスの中世都市
- ケルキラ旧市街

### アイルランド

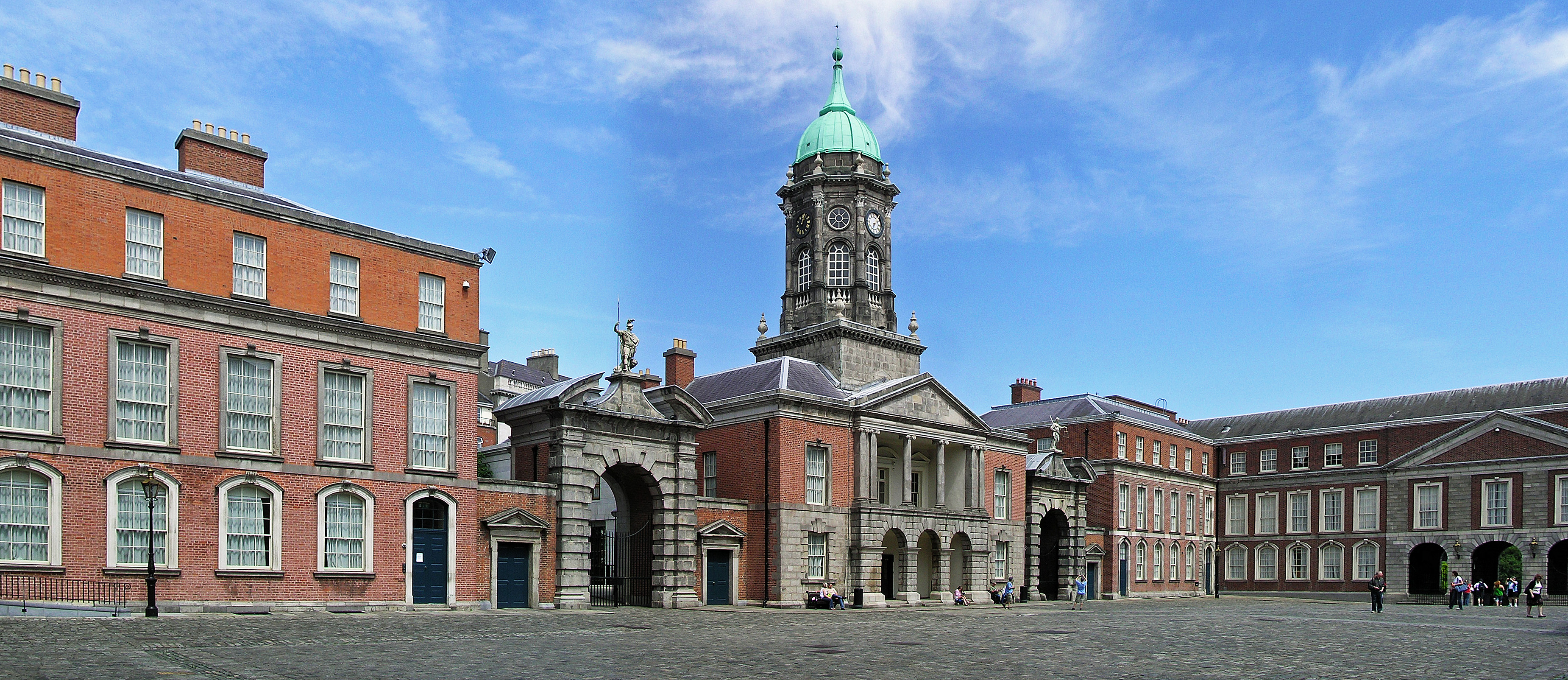
ダブリン城

- ダブリン旧市街
- ゴールウェイ旧市街

### イタリア

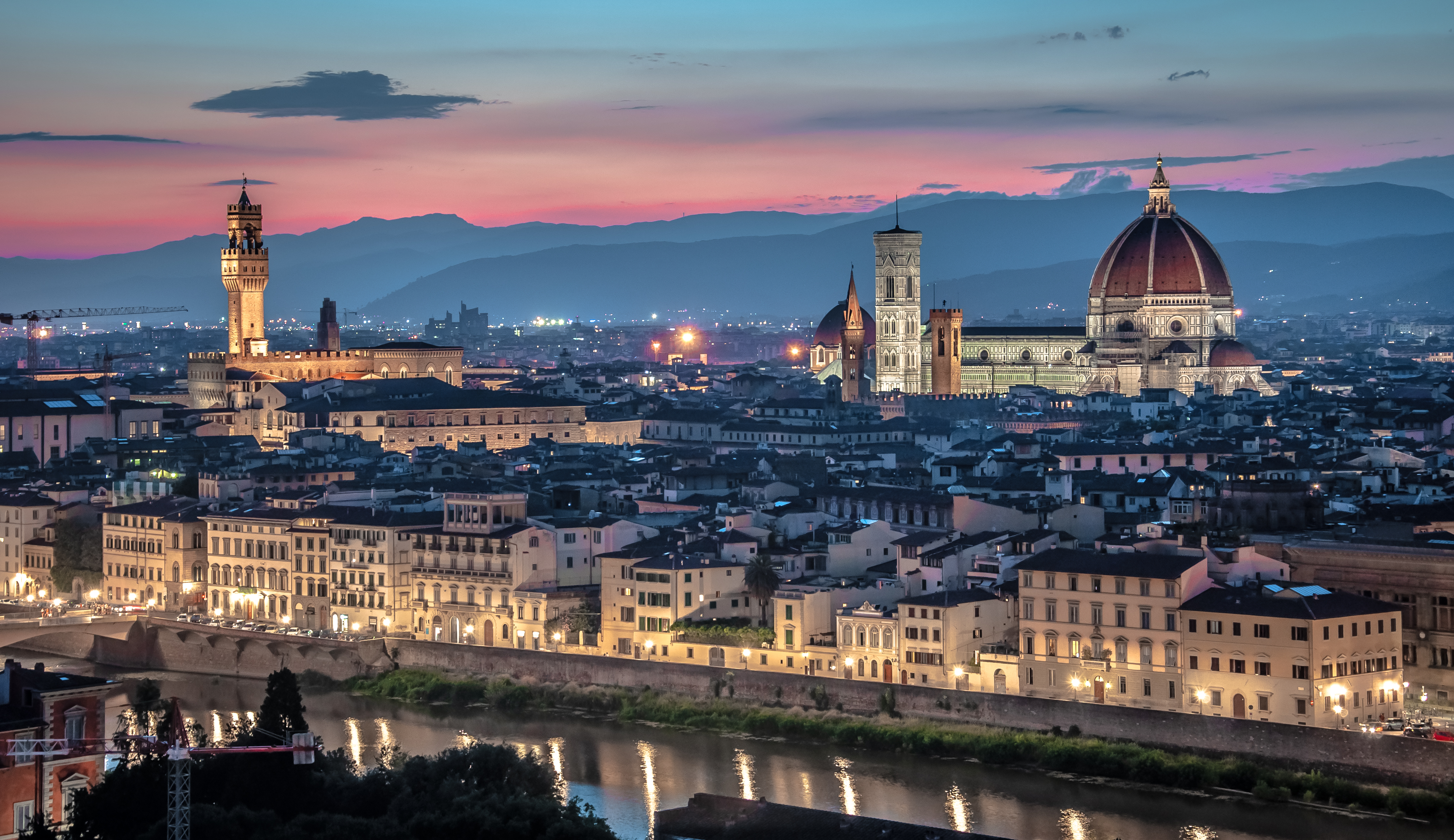
フィレンツェ歴史地区

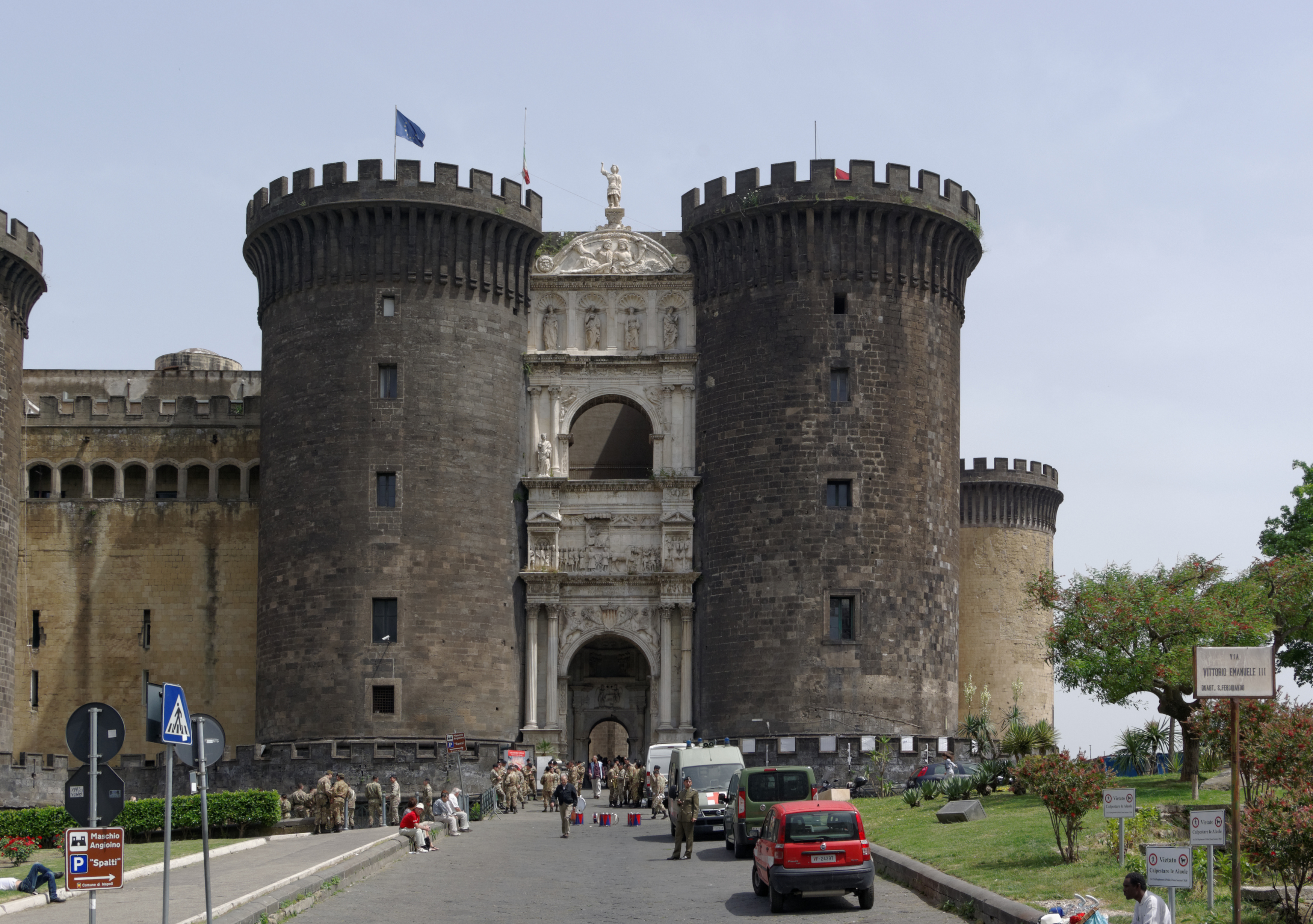
ナポリ城城壁

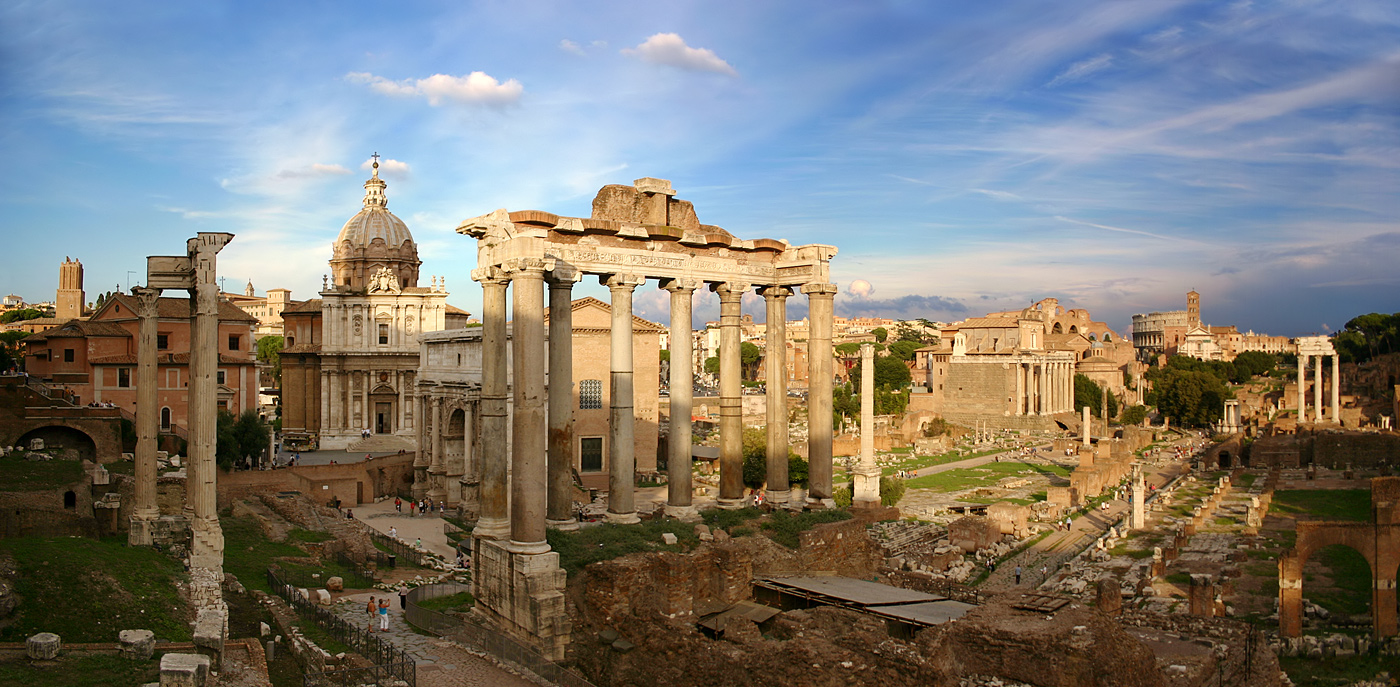
「永遠の都」と称されるローマ

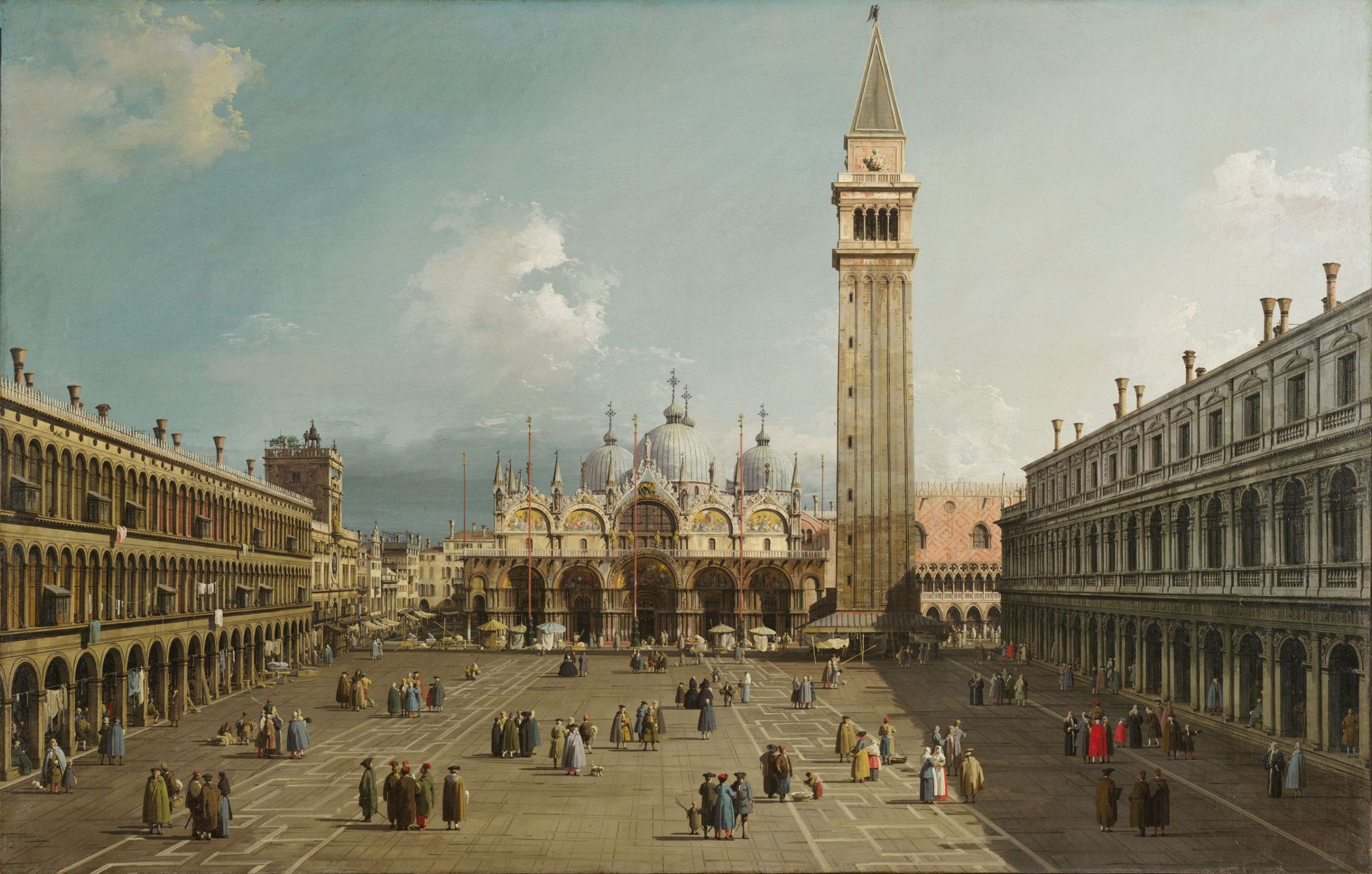
「アドリア海の女王」と称されるヴェネツィア

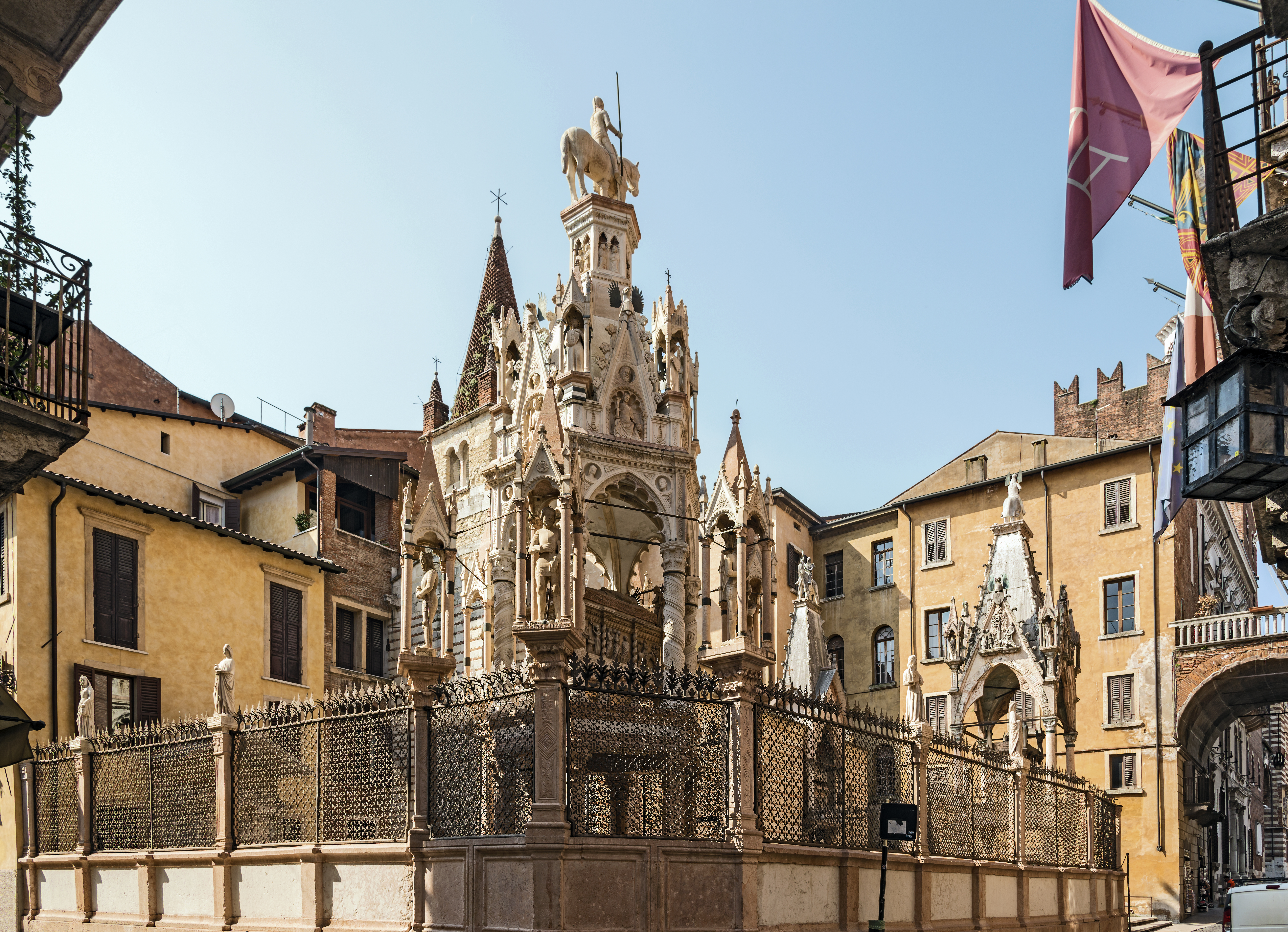
ヴェローナ旧市街

- アッシジ旧市街
- フェラーラ旧市街
- フィレンツェ歴史地区
- ピサ旧市街
- ラヴェンナの初期キリスト教建築物群
- ナポリ歴史地区
- ローマ
- ヴェネツィア
- ヴェローナ旧市街

- ジェノヴァ旧市街
- トレント旧市街
- トリエステ旧市街
- バーリ旧市街
- パレルモ旧市街
- シラクサ

### ラトビア
- リガ旧市街

### リトアニア

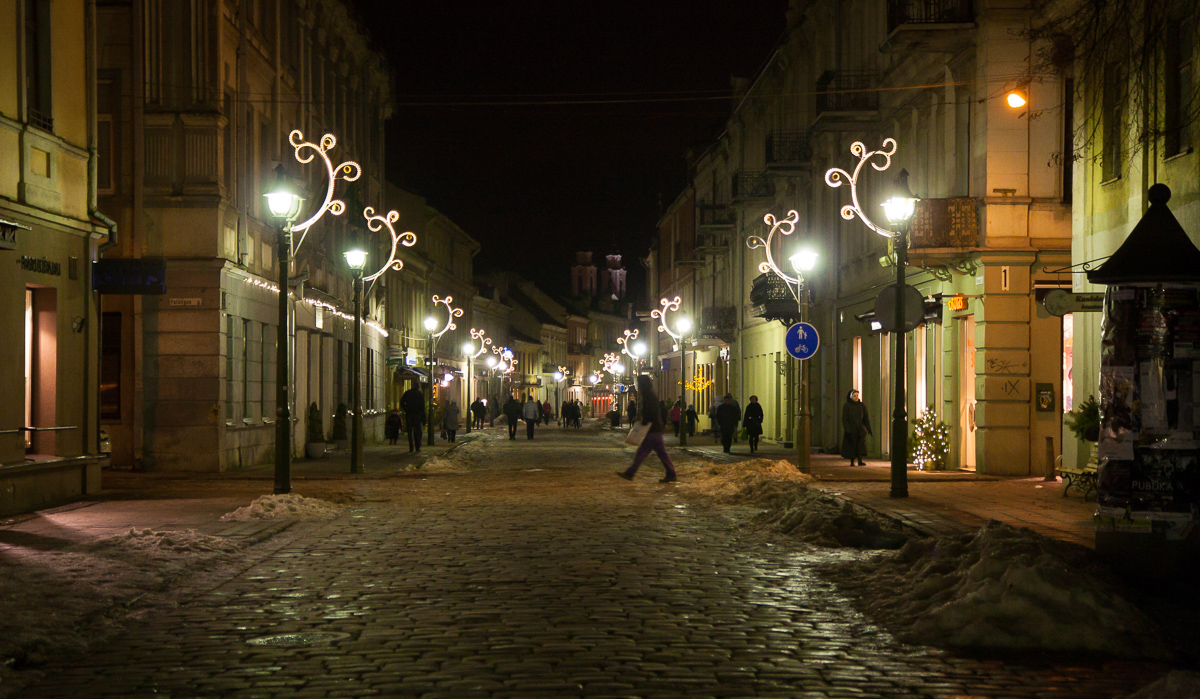
カウナス旧市街

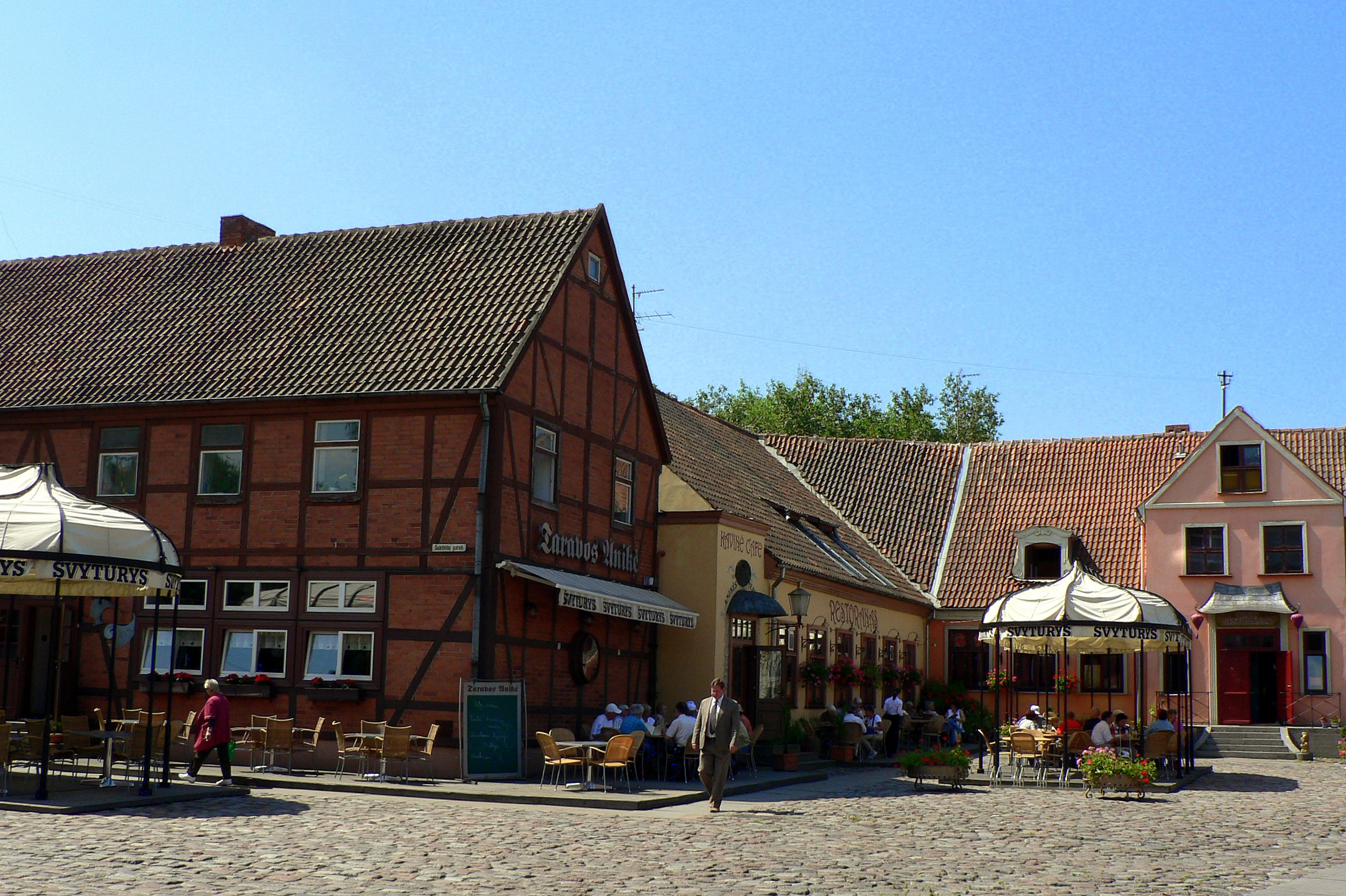
クライペダ旧市街

- ヴィリニュス旧市街（英語版）
- カウナス旧市街（英語版）
- クライペダ旧市街
- トラカイ旧市街

### モンテネグロ
- コトル旧市街
- ブドヴァ旧市街
- ヘルツェグ・ノヴィ旧市街

### オランダ

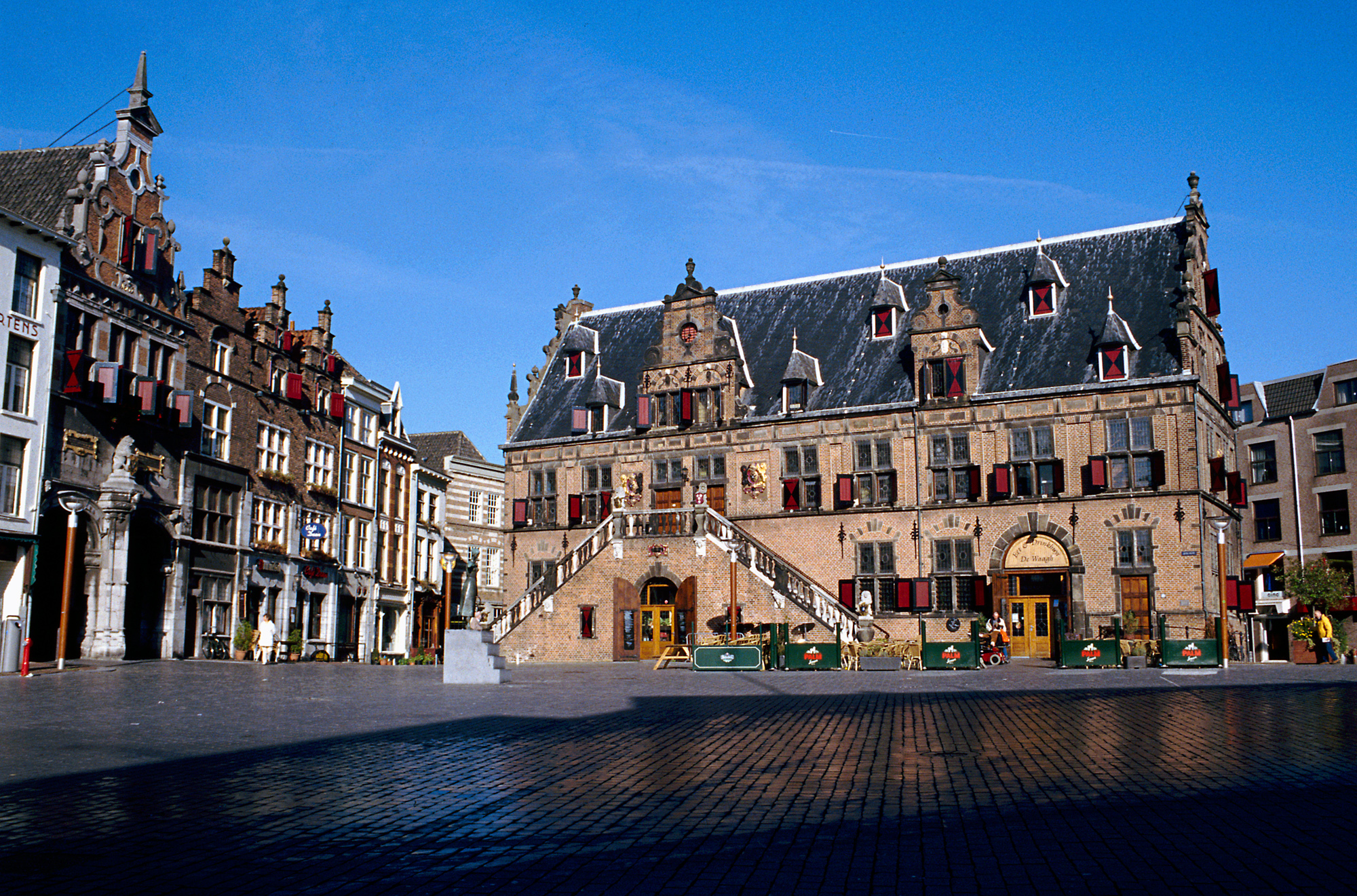
ナイメーヘン旧市街

- ナイメーヘン旧市街

### ノルウェー
オスロ旧市街

### ポーランド

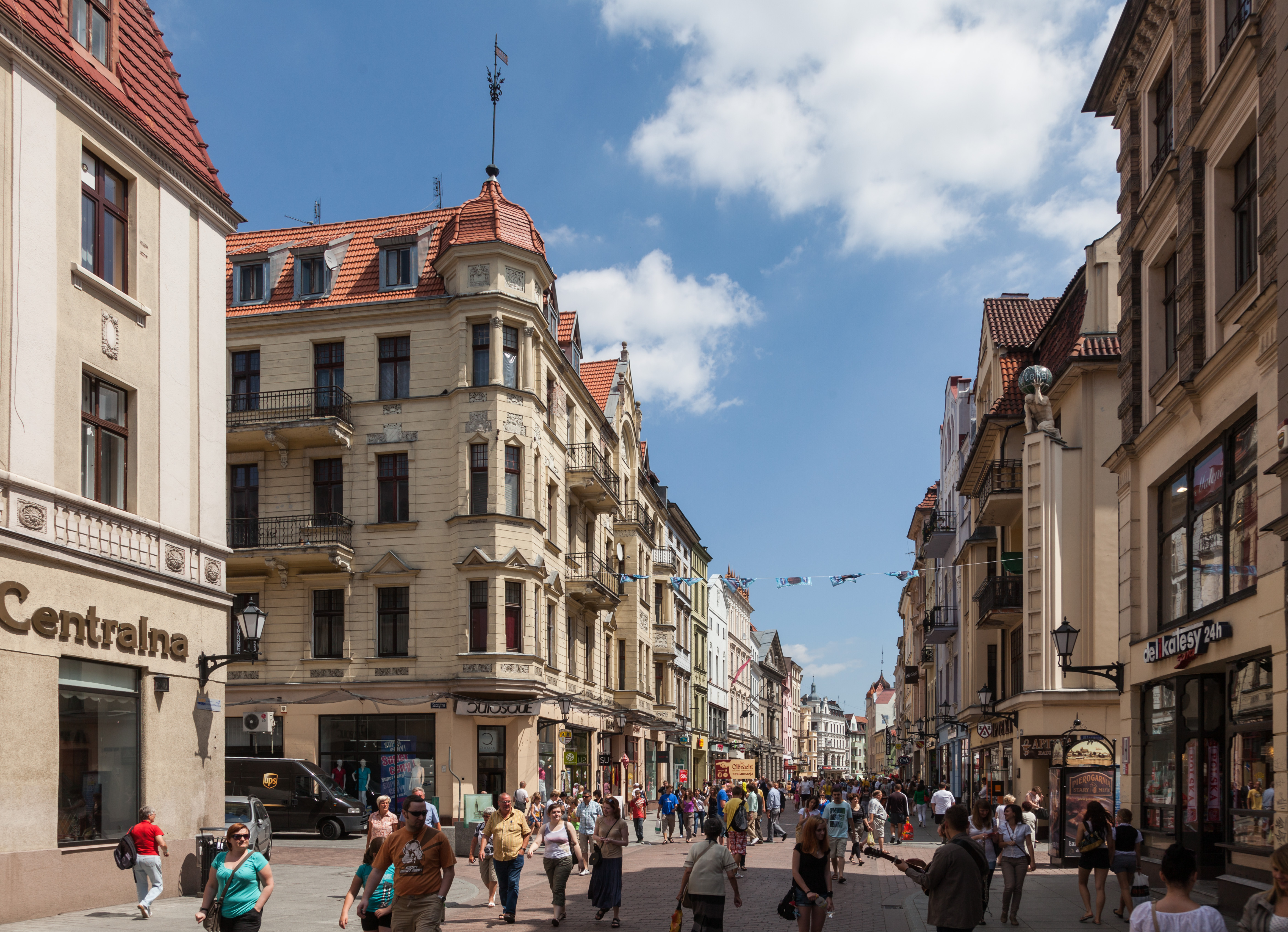
トルン旧市街

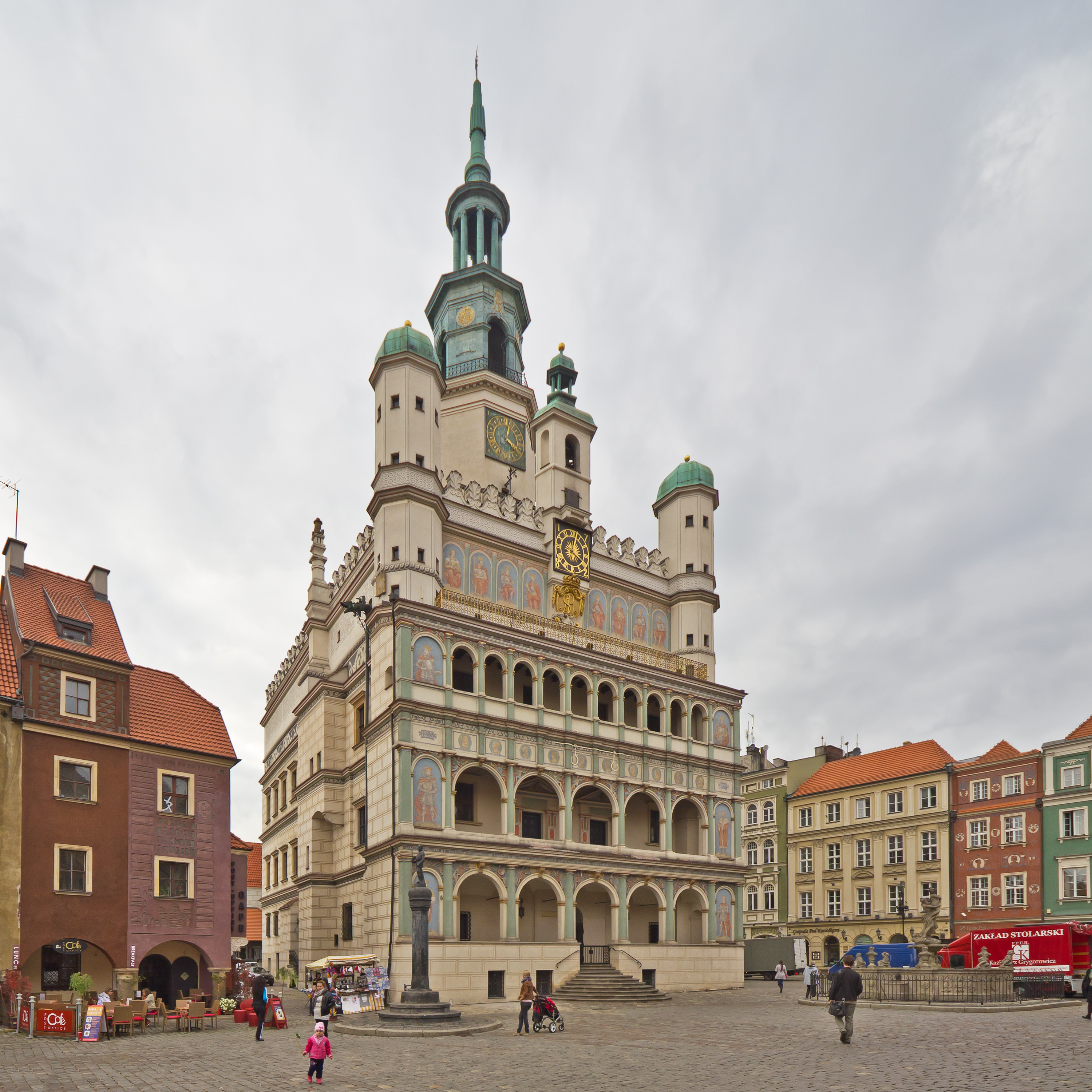
ポズナニ旧市街

- クラクフ旧市街（英語版）
- ワルシャワ歴史地区
- ザモシチ旧市街
- トルン旧市街
- ポズナニ旧市街（英語版）
- スタルガルト旧市街

### ポルトガル

ポルト旧市街

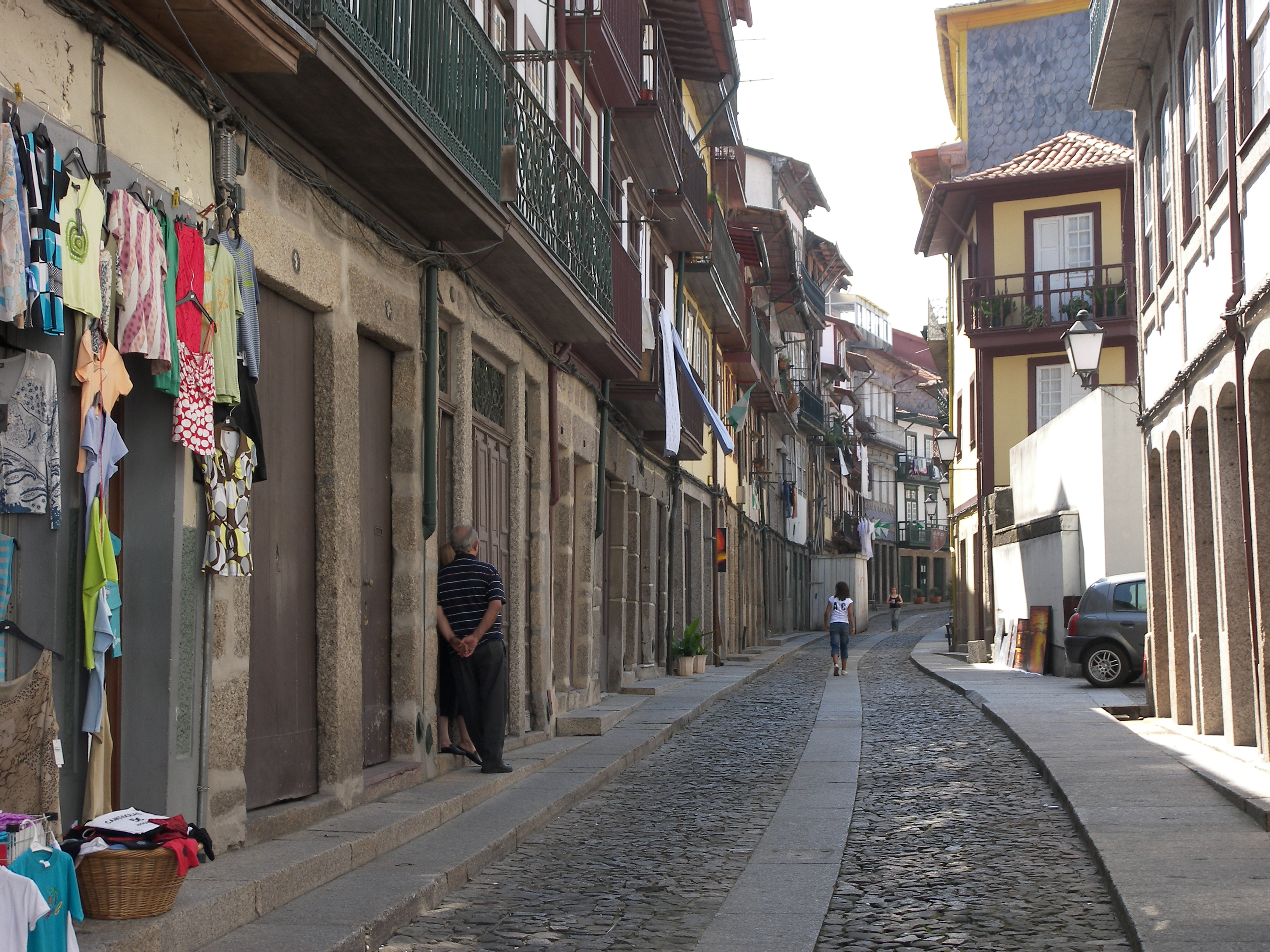
ギマランイス旧市街

- ポルト旧市街
- ギマランイス旧市街
- リスボン旧市街

### ルーマニア

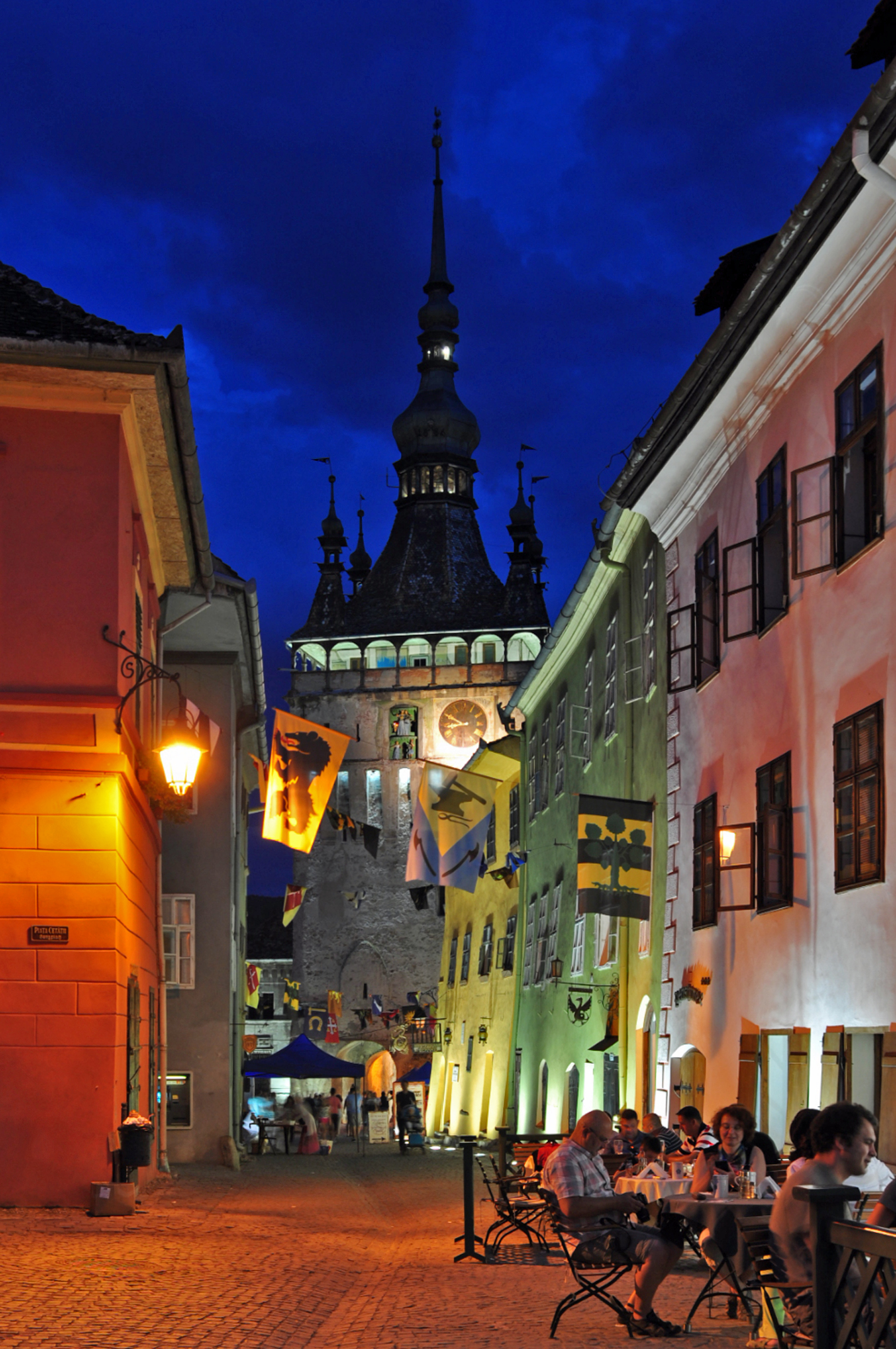
シギショアラ歴史地区

- ブカレスト旧市街
- コンスタンツァ旧市街
- シギショアラ歴史地区
- オラデア旧市街

### セルビア

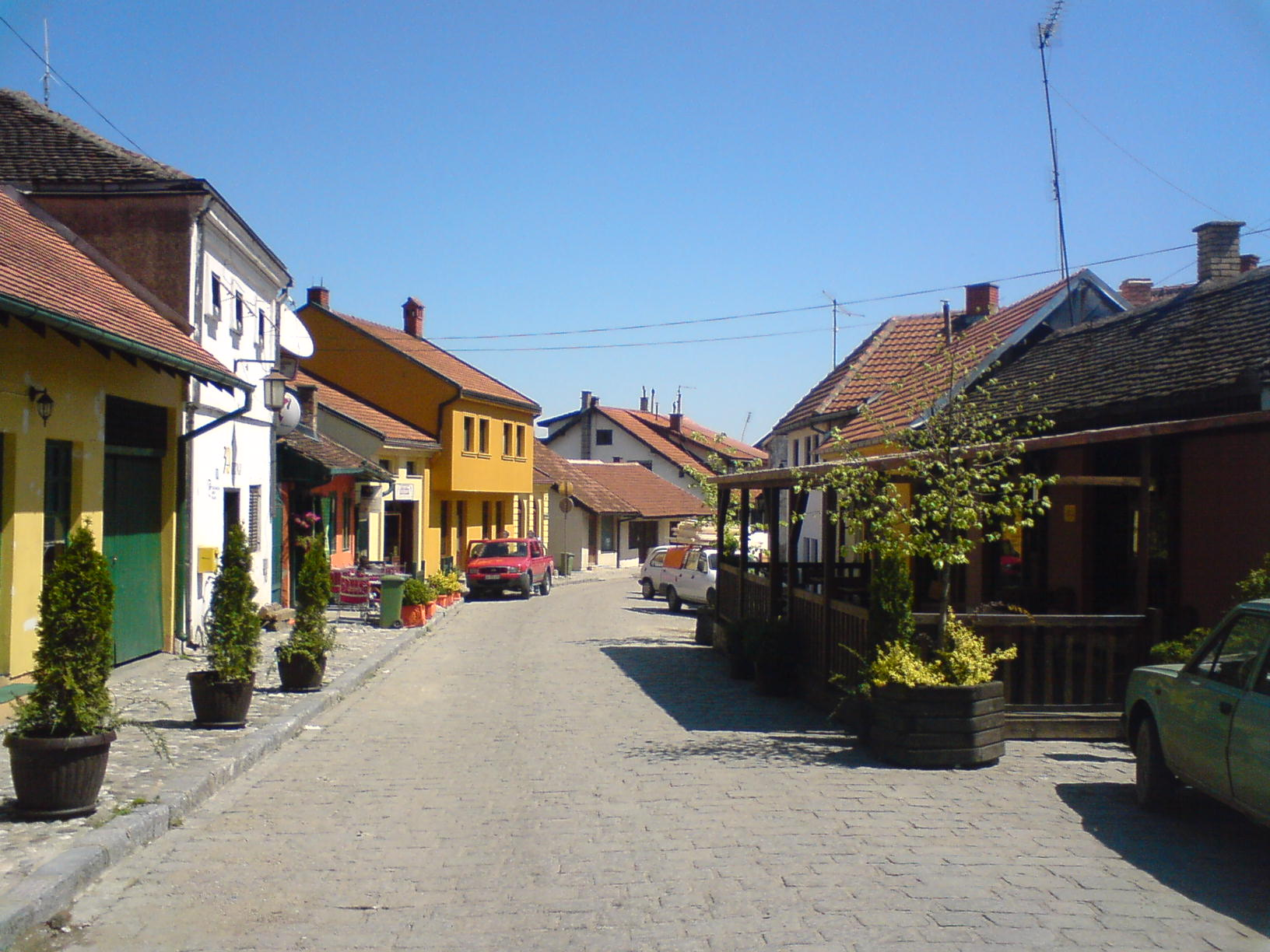
テシュアル

- テシュアル（英語版）
- ベオグラード旧市街

### スロヴァキア

ブラチスラヴァ旧市街

- ブラチスラヴァ旧市街（英語版）
- コシツェ旧市街（英語版）

### スペイン

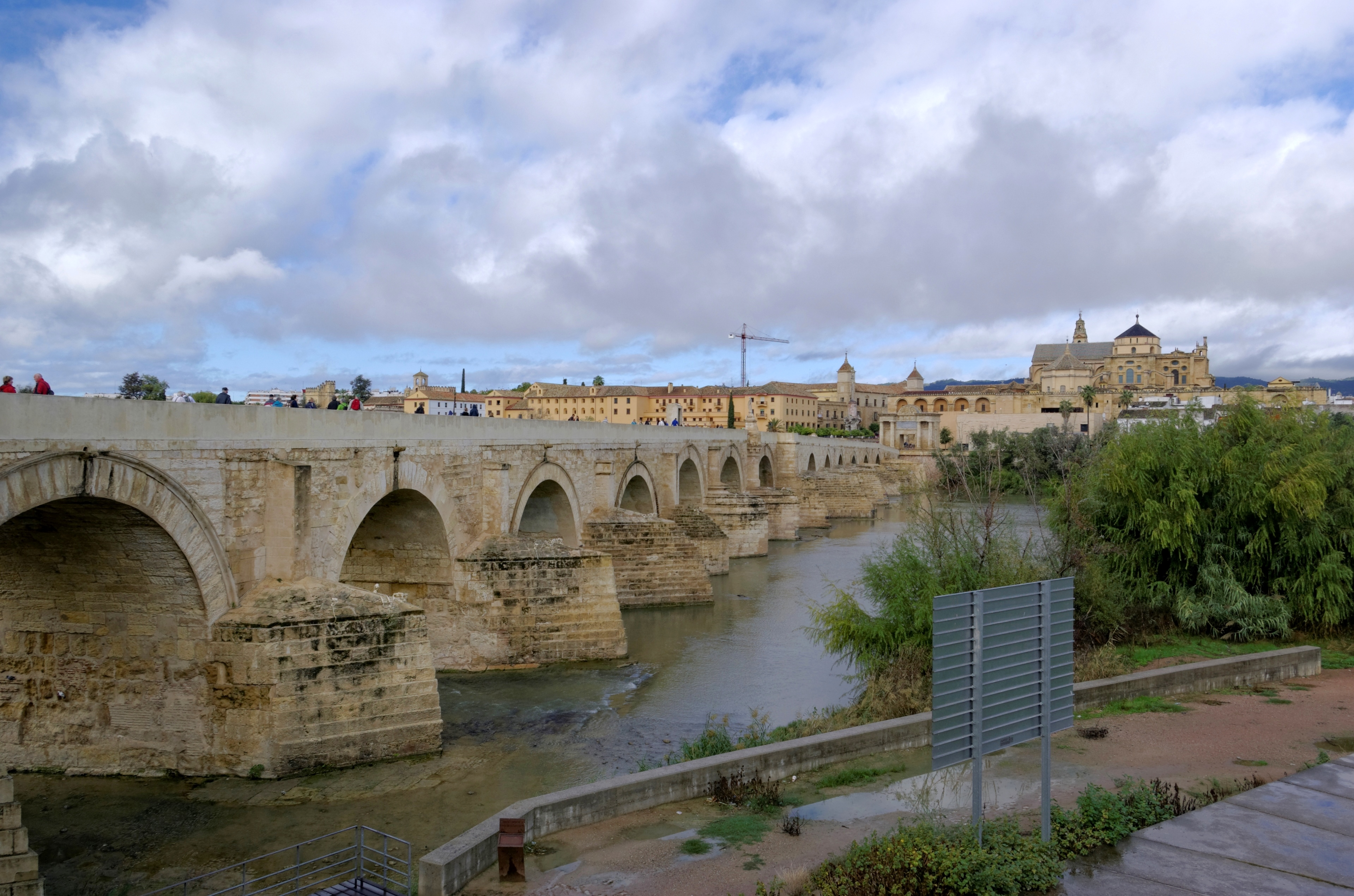
コルドバ歴史地区

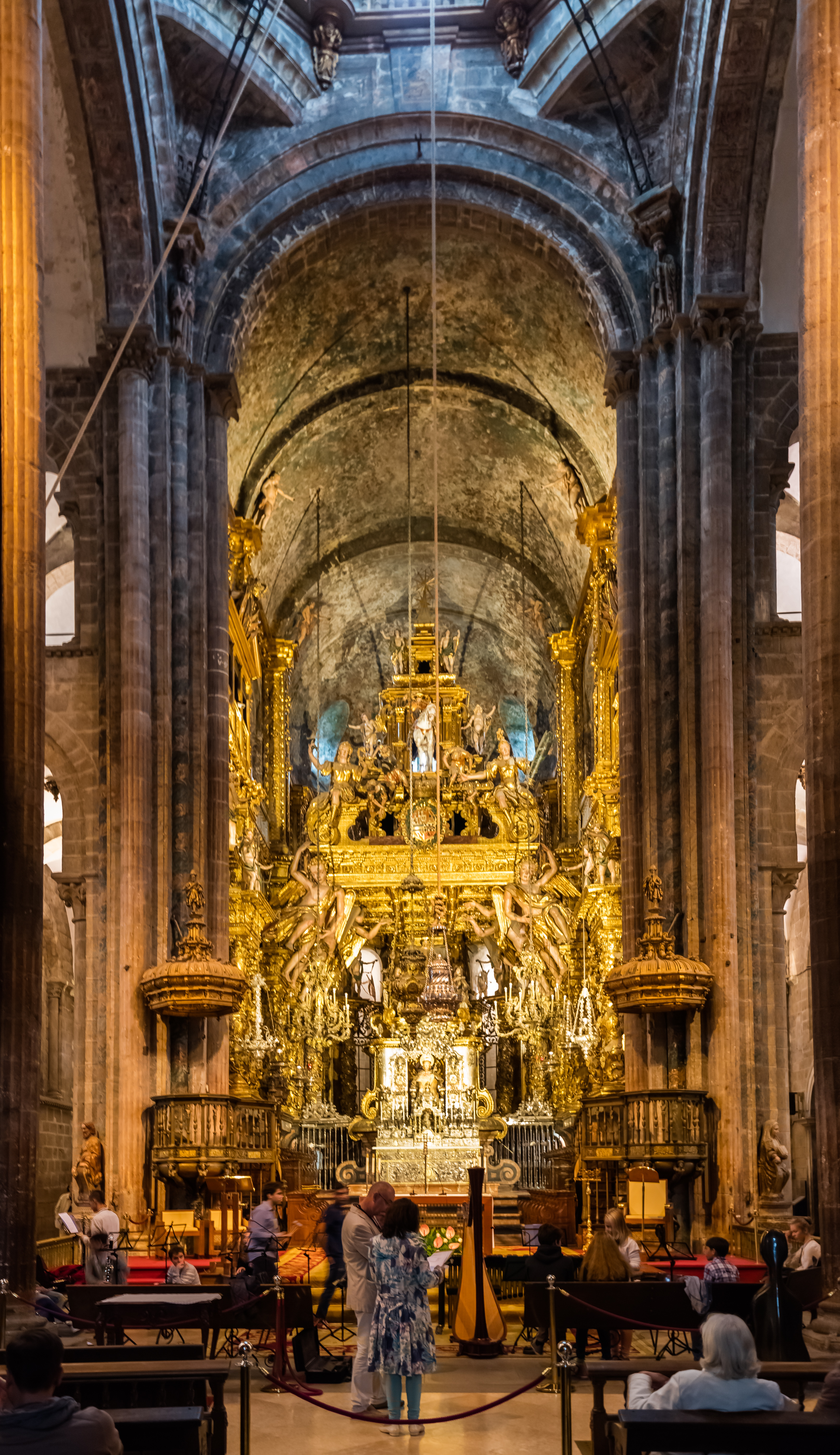
サンティアゴ・デ・コンポステーラ大聖堂内部

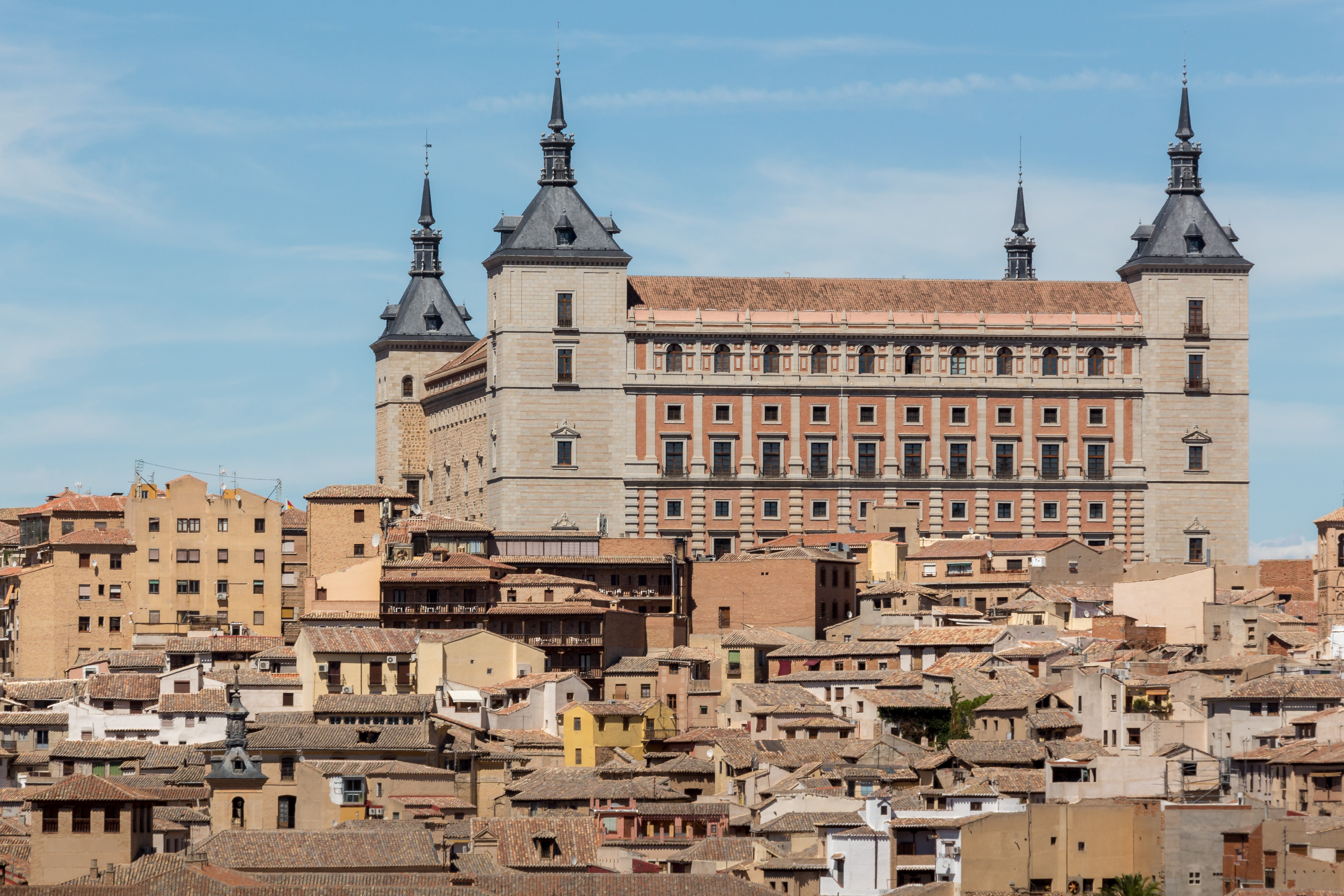
古都トレド

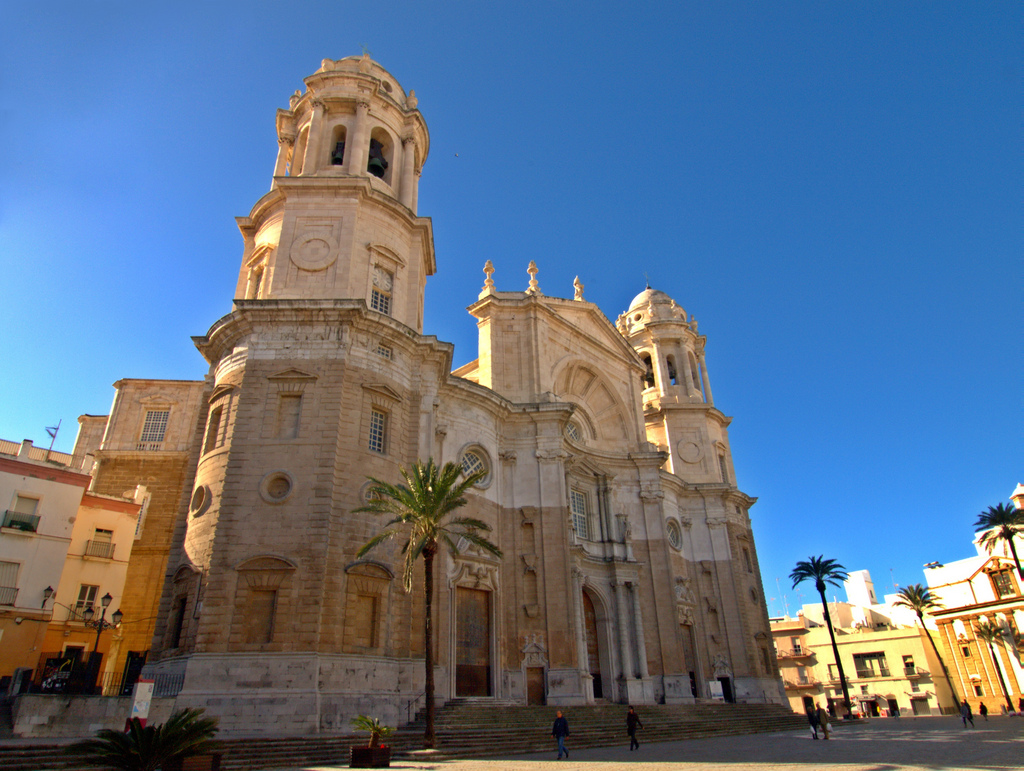
カディス大聖堂

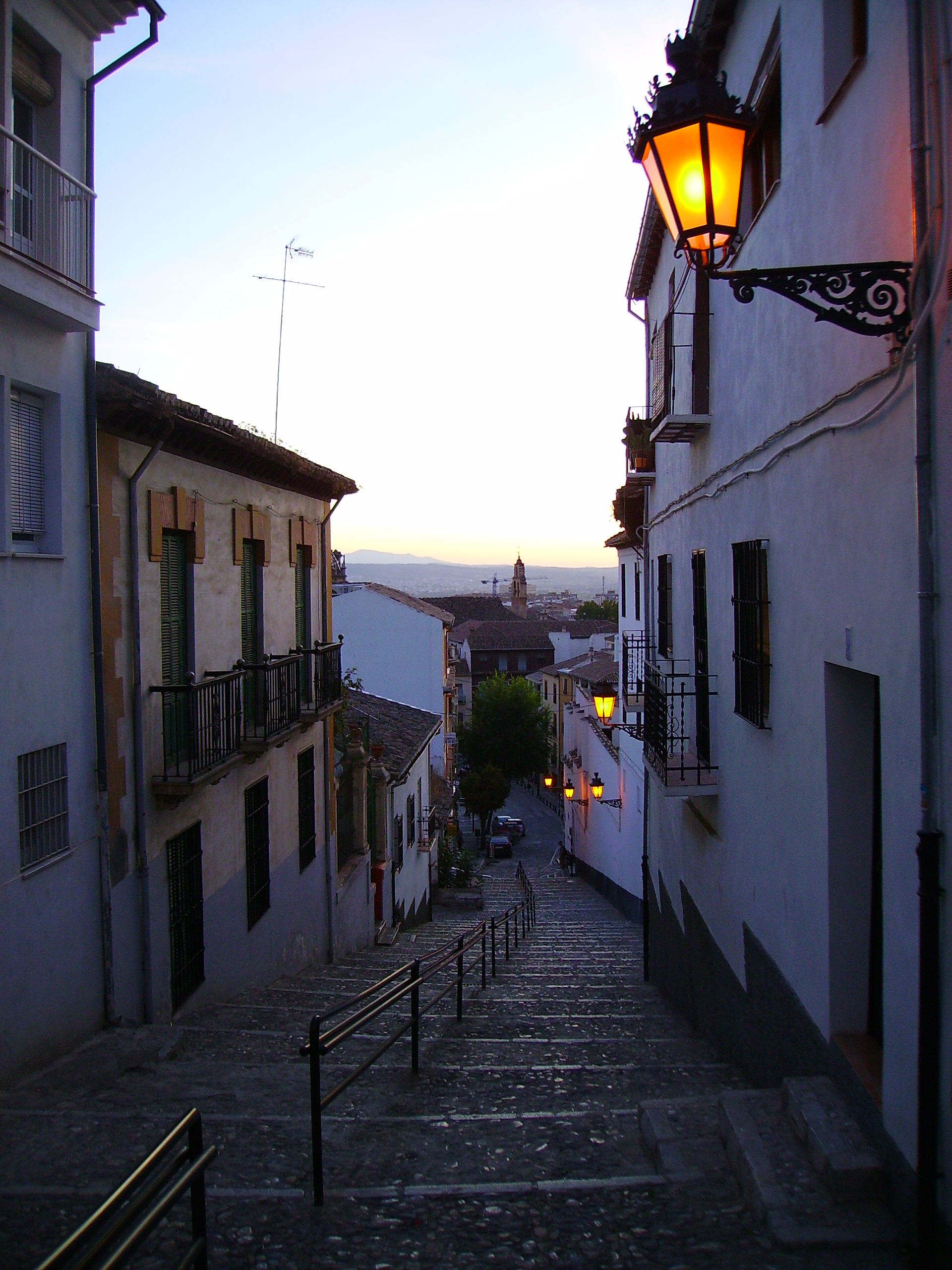
グラナダ旧市街

- コルドバ歴史地区
- アルカラ・デ・エナーレス
- アビラ旧市街
- サンティアゴ・デ・コンポステーラ
- 古都トレド
- ビルバオ旧市街
- カディス
- グラナダ旧市街
- オビエド旧市街
- サン・セバスティアン旧市街
- セビージャ旧市街

### スウェーデン
- ストックホルム旧市街

### トルコ

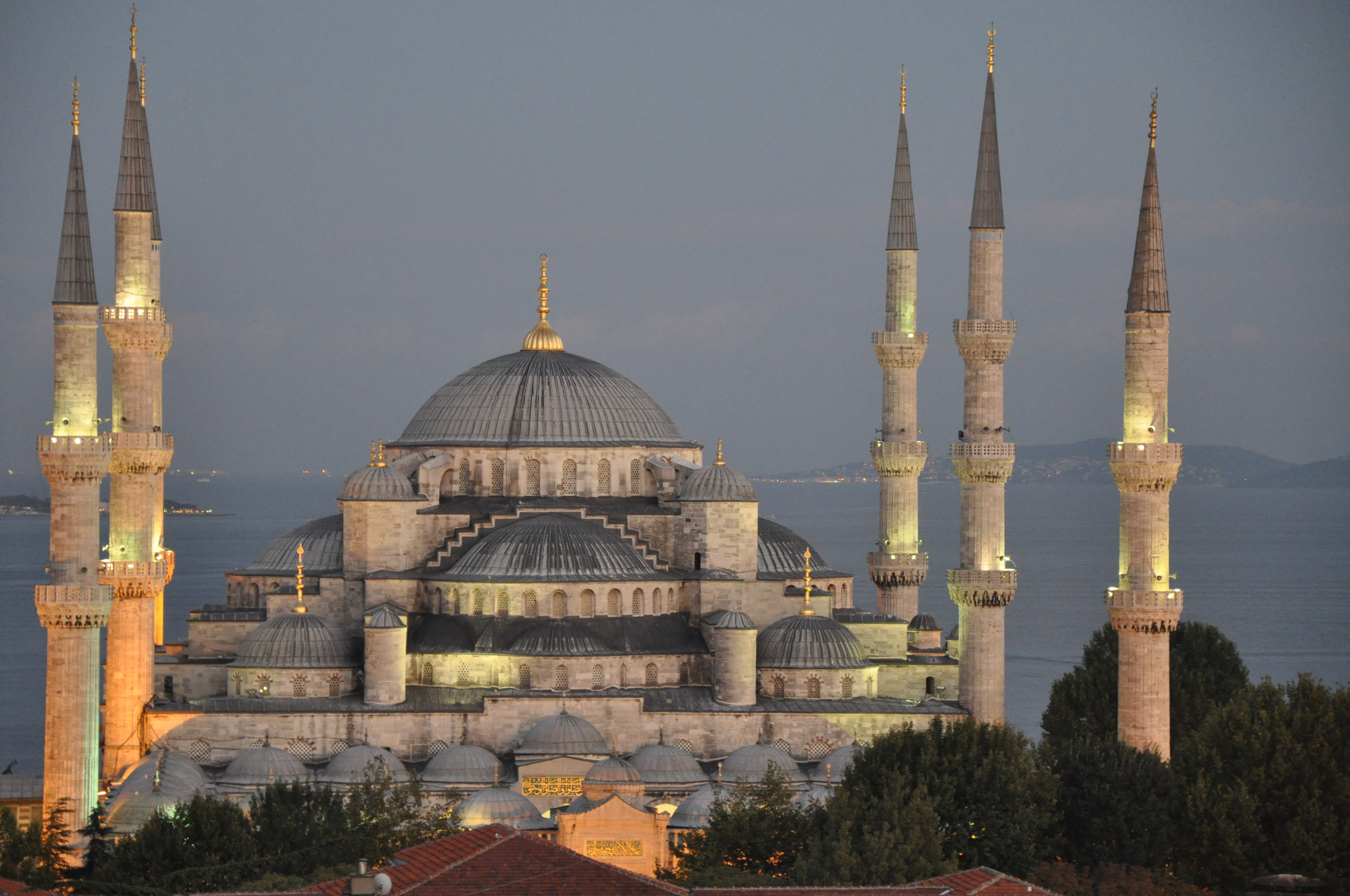
スルタンアフメト・モスク

- イスタンブール歴史地区
- アンカラ旧市街

### ウクライナ
- 古キエフ

### イギリス

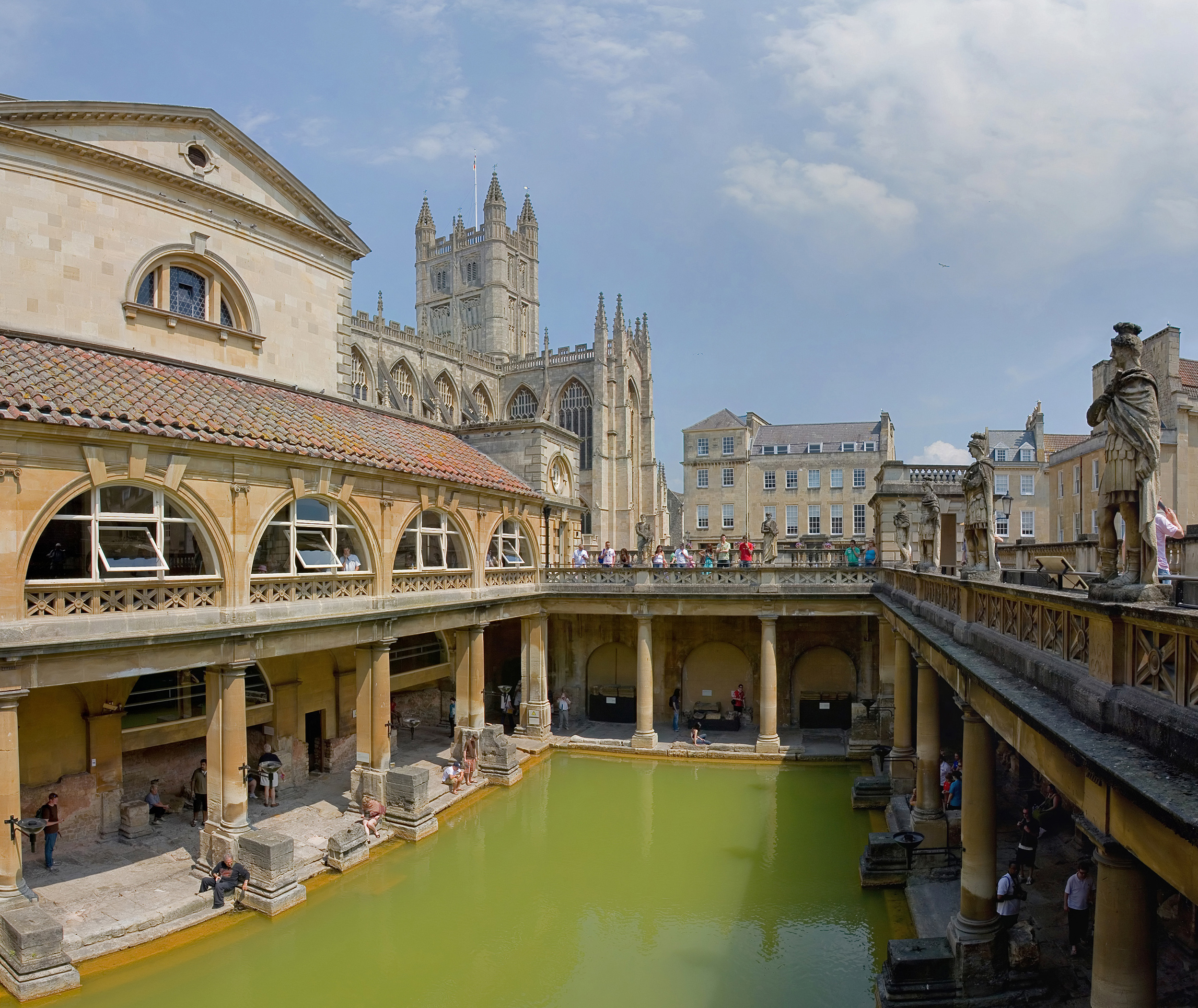
バース市街

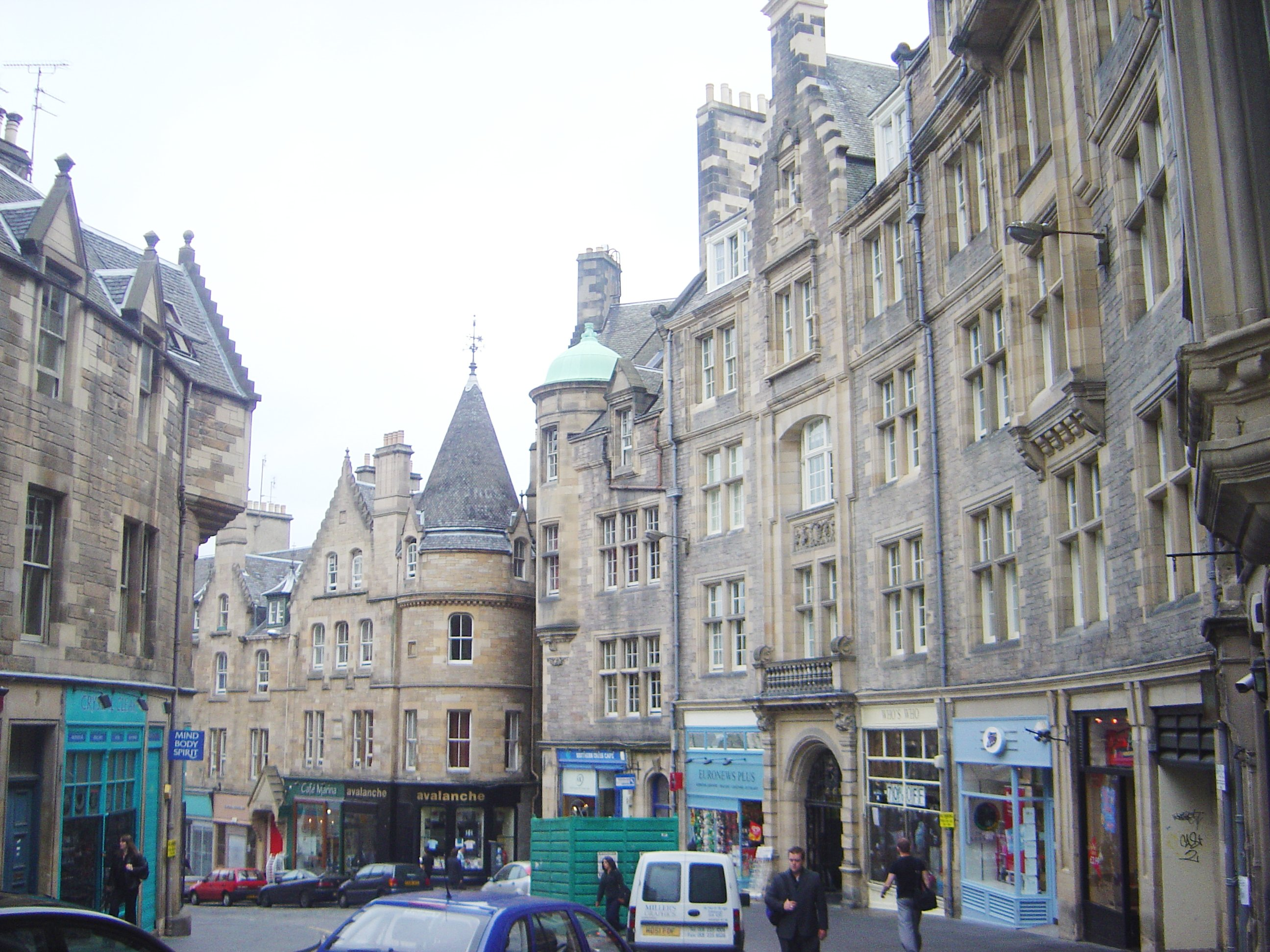
エディンバラ旧市街

- バース市街
- グリニッジ旧市街
- 海商都市リヴァプール
- ヘースティングズ旧市街（英語版）
- エディンバラ旧市街

## 中東

### イスラエル

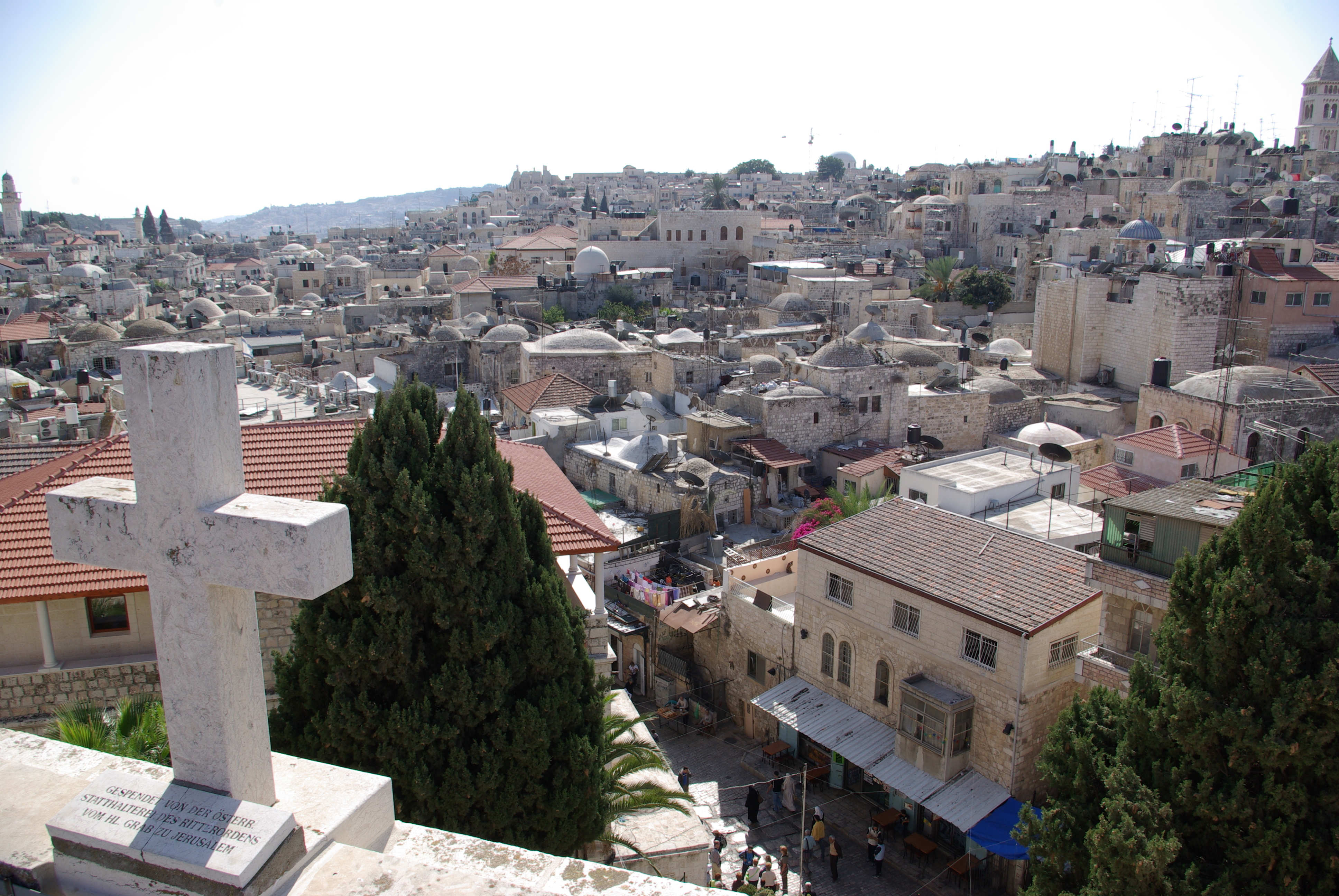
エルサレム旧市街

- エルサレム旧市街
- ヤッファ旧市街（英語版）
- ナザレ

### レバノン
- ビブロス
- サイダ旧市街
- ティルス

### パレスチナ

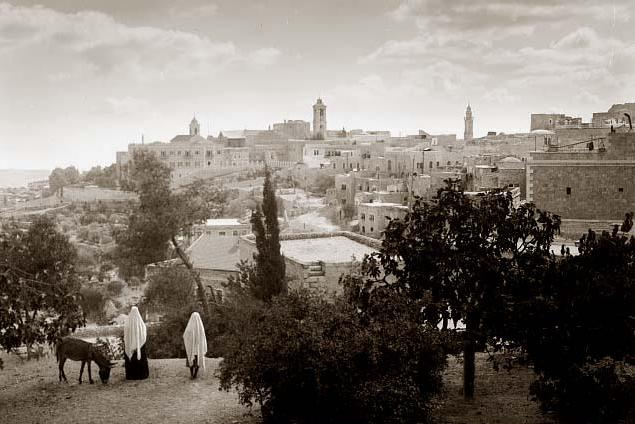
ベツレヘム旧市街 (1898年)

- ベツレヘム旧市街

### サウジアラビア
- ディルイーヤ

### シリア
- ダマスカス旧市街
- 古代都市アレッポ

### イエメン
- サナア旧市街
- ザビード

### イラン

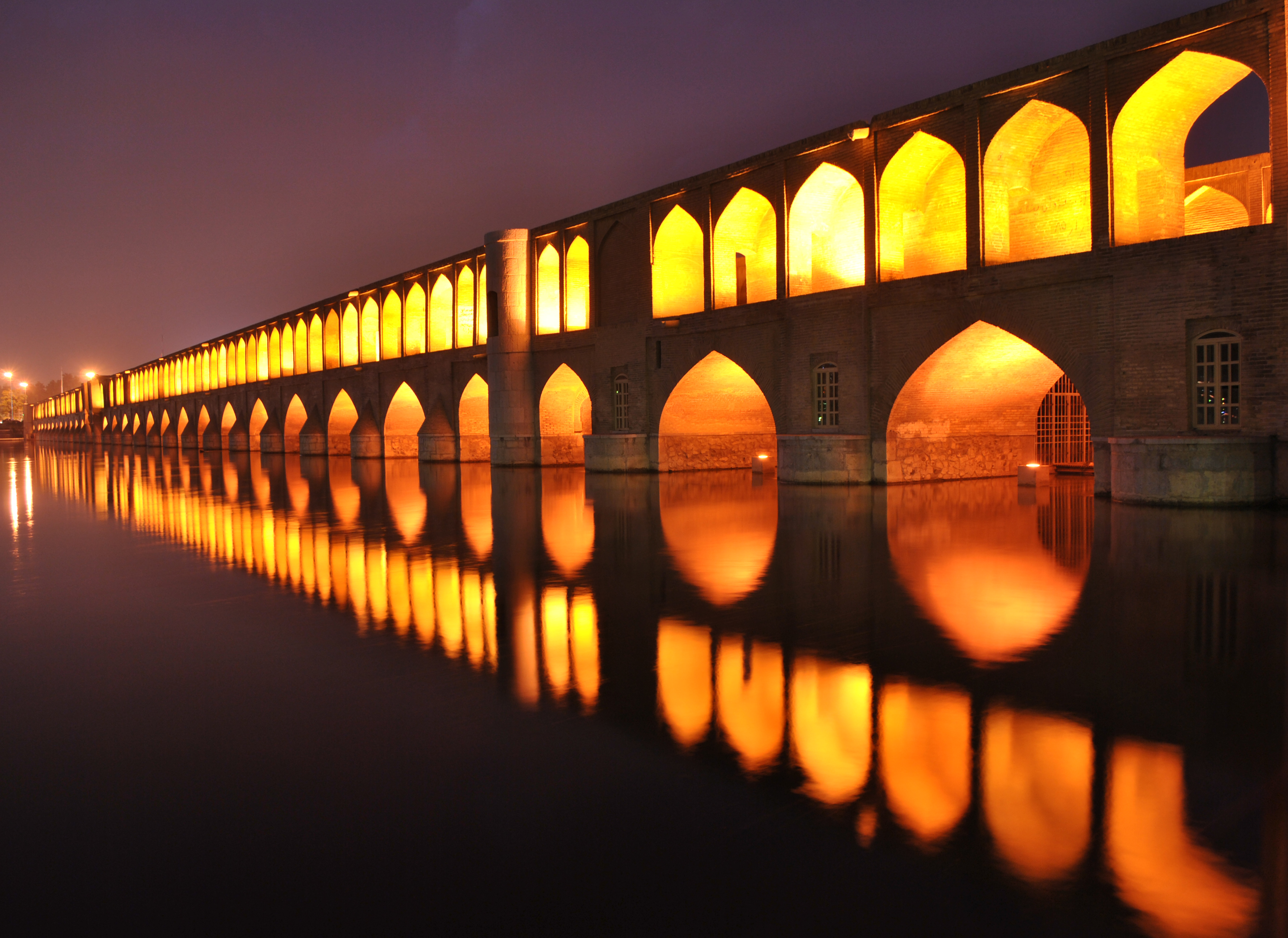
サファヴィー朝の首都であった時、イスファハーンは「イスファハーンは世界の半分("Isfahan is half of the world.")」
と称された。

- イスファハーン

## 北アメリカ

ケベック歴史地区

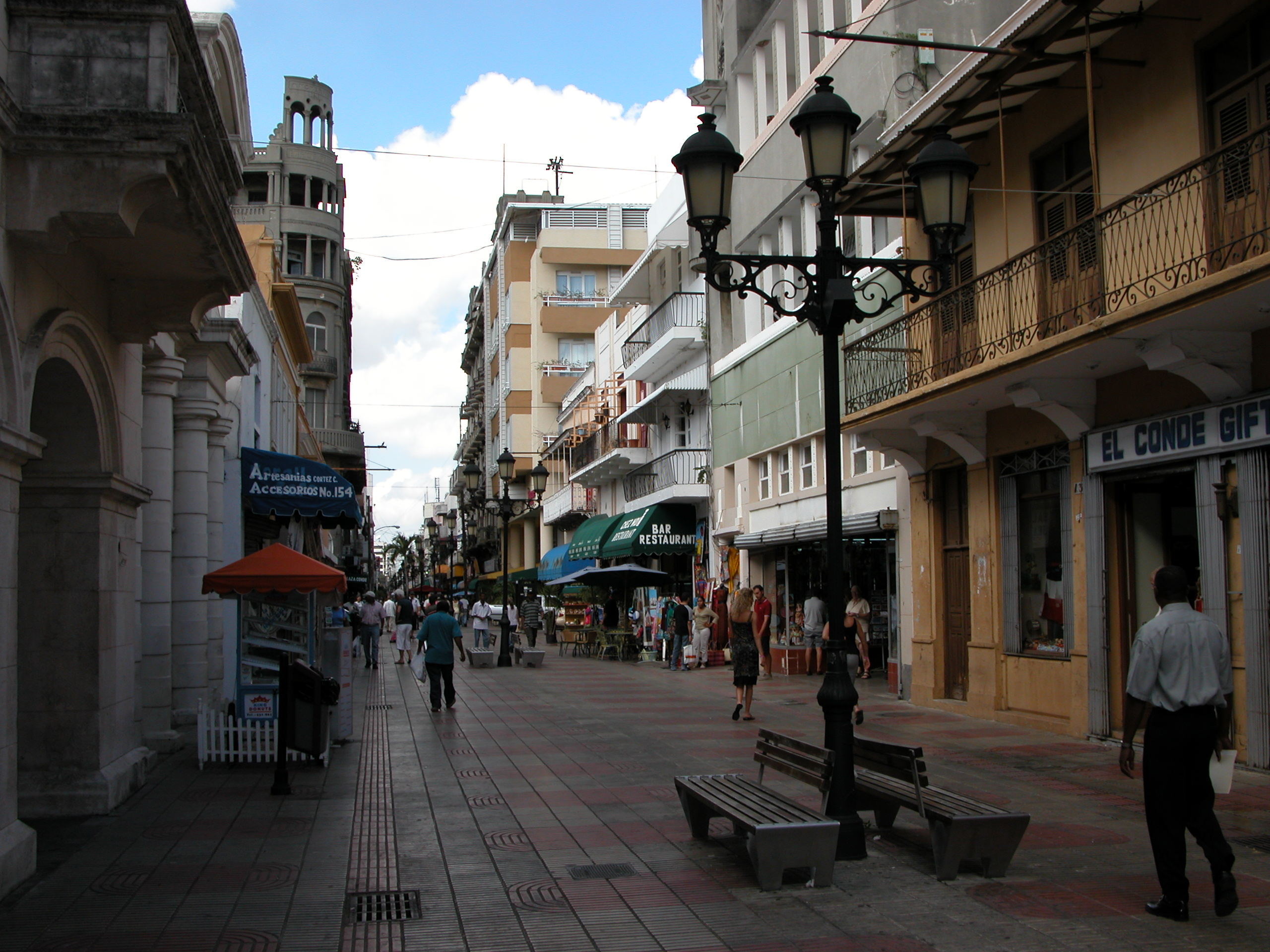
サントドミンゴの植民都市

### カナダ
- ケベック歴史地区
- ルーネンバーグ旧市街
- モントリオール旧市街（英語版）

### キューバ
- ハバナ旧市街

### ドミニカ共和国
- サントドミンゴの植民都市

### プエルト・リコ
- サンフアン旧市街（英語版）

### アメリカ合衆国
- シカゴ旧市街（英語版）

## 南アメリカ

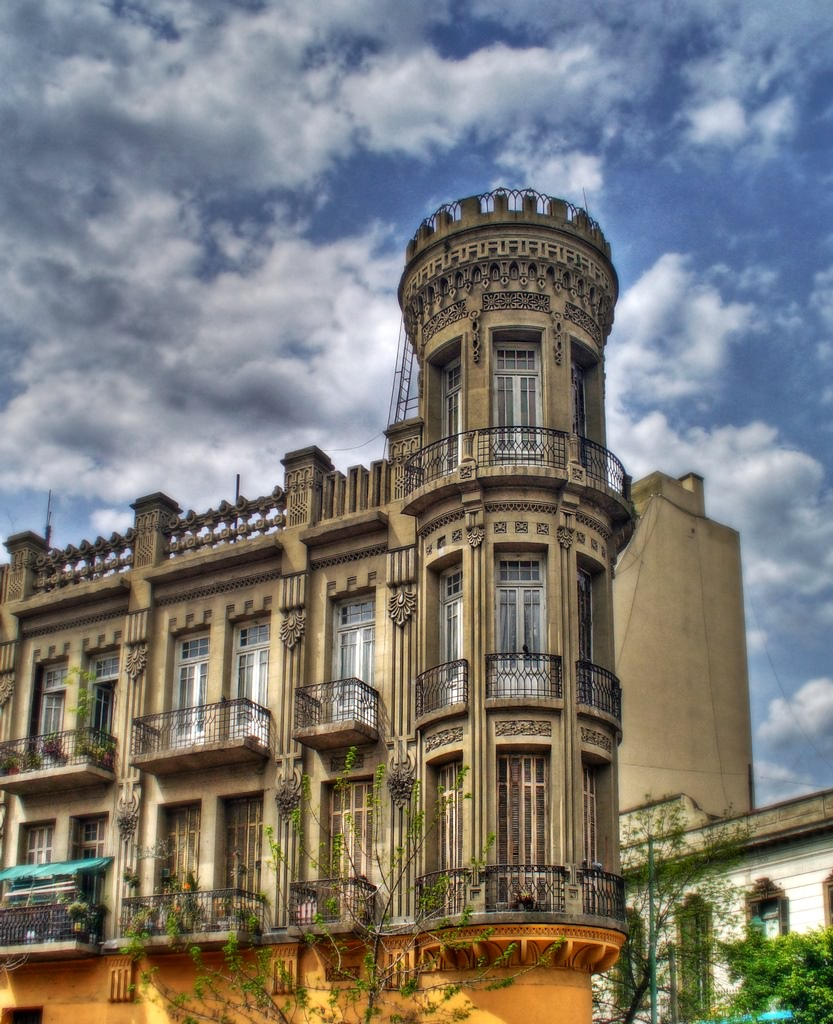
ラ・ボカ

### アルゼンチン
- サンテルーモ（英語版）
- ラ・ボカ

### コロンビア
- ボゴタ旧市街（英語版）

### エクアドル
- キトの市街

### ウルグアイ
- モンテビデオ旧市街（英語版）

### ペルー
- リマ旧市街

## オセアニア

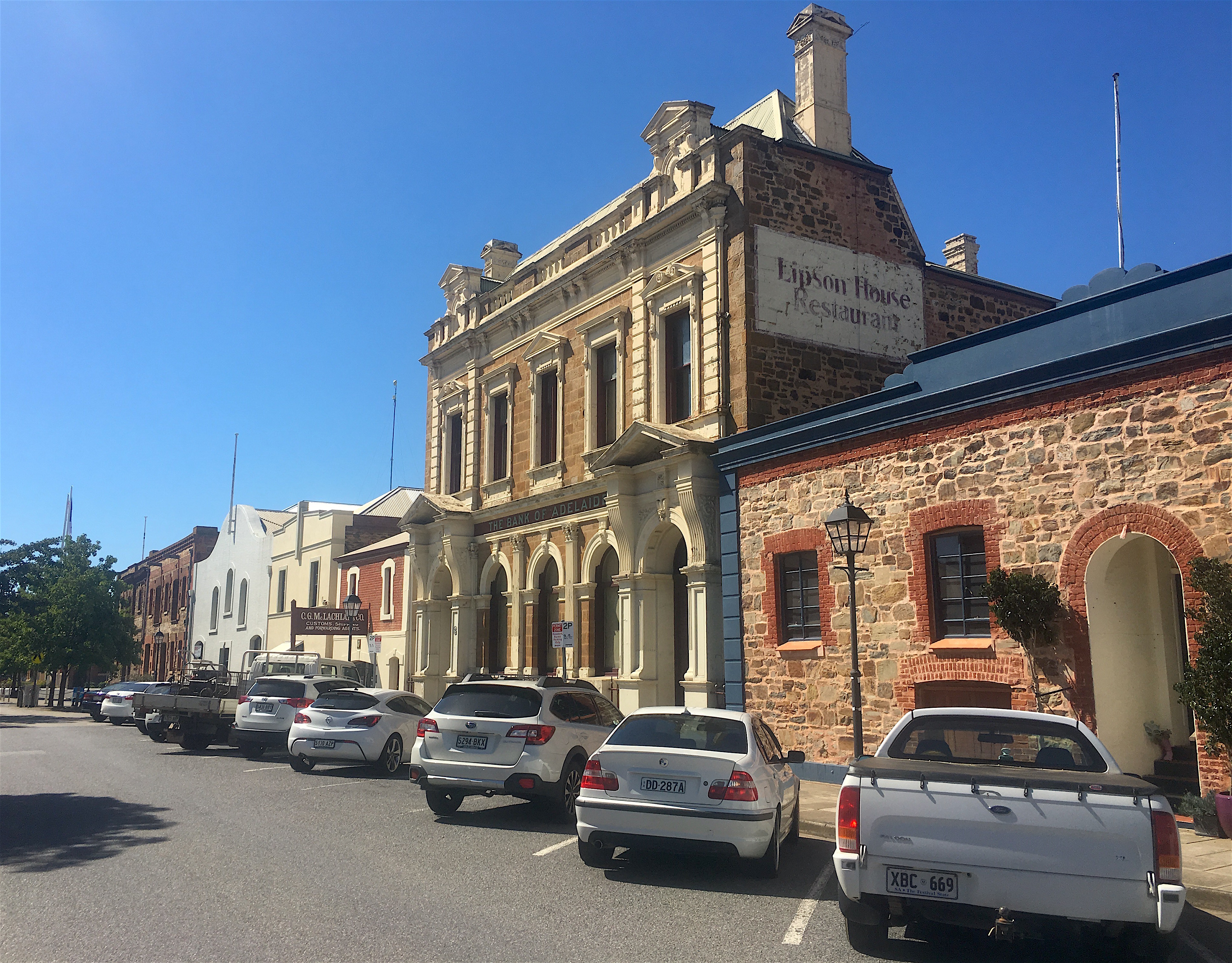
アデレード旧市街

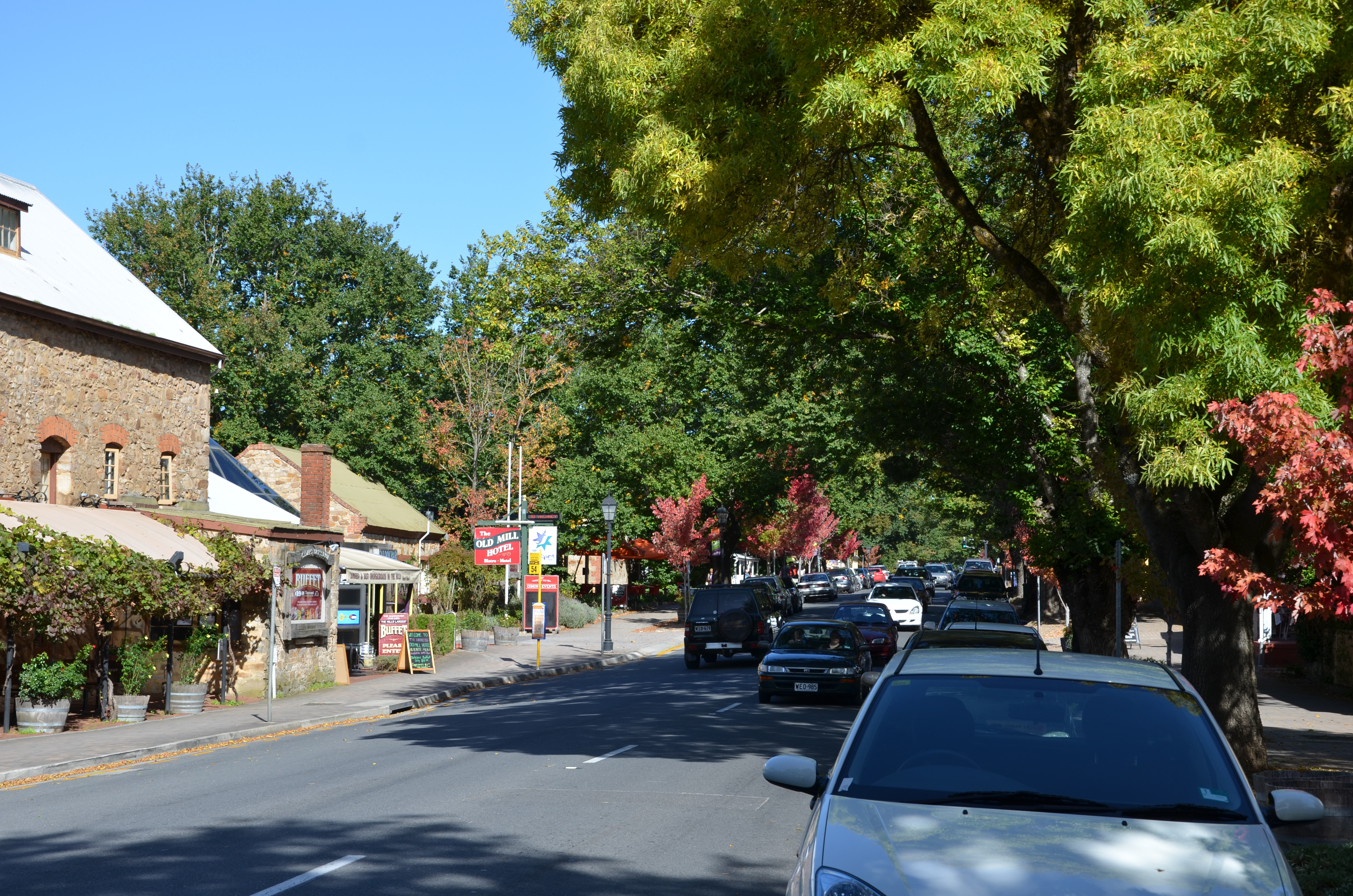
ハーンドルフ

### オーストラリア
- アデレード旧市街（英語版）
- ハーンドルフ
- メルボルン旧市街